# Вакцинация

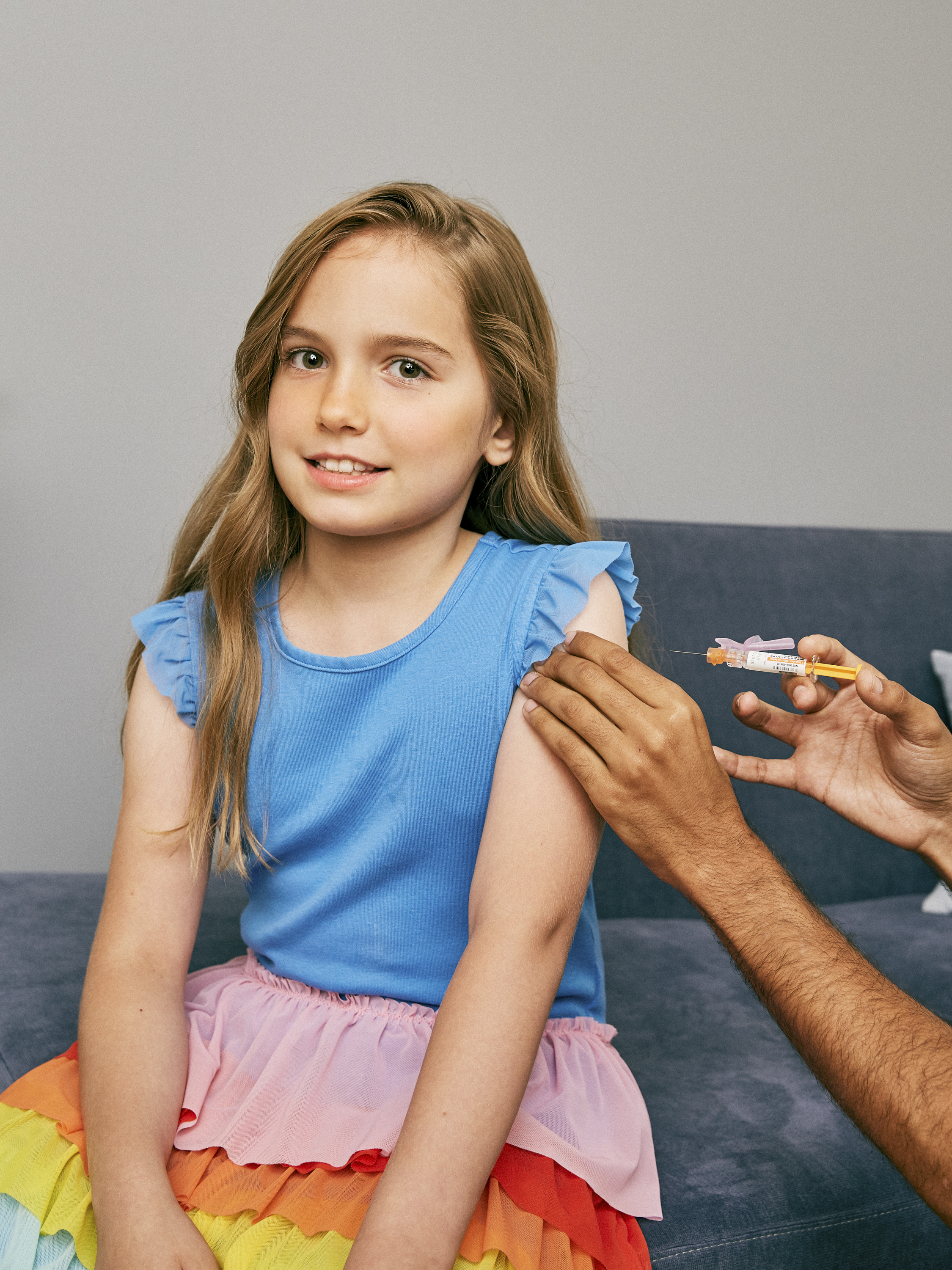
Вакцинация

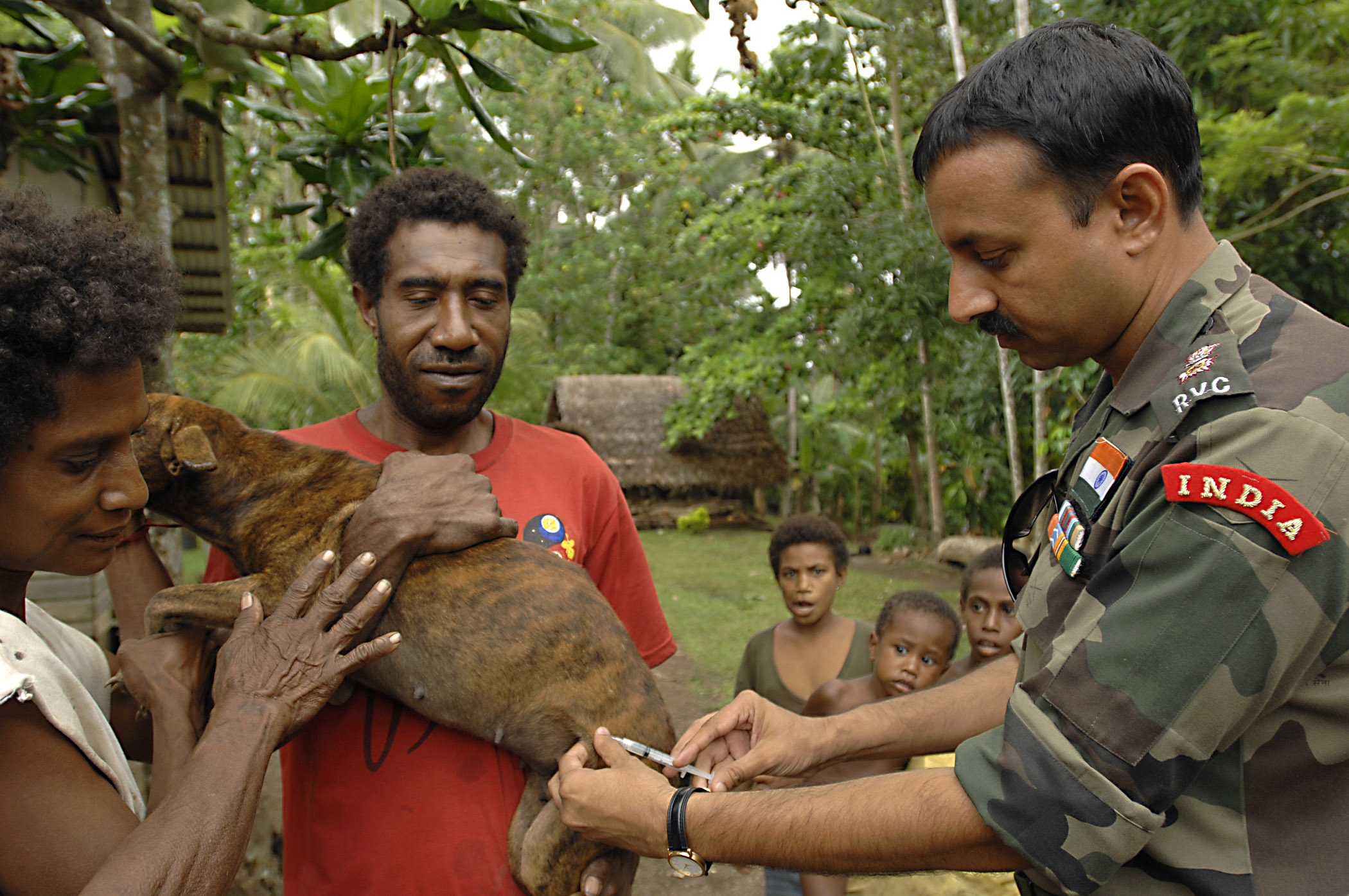
Вакцинация антирабической вакциной (против бешенства) собаки, Папуа-Новая Гвинея

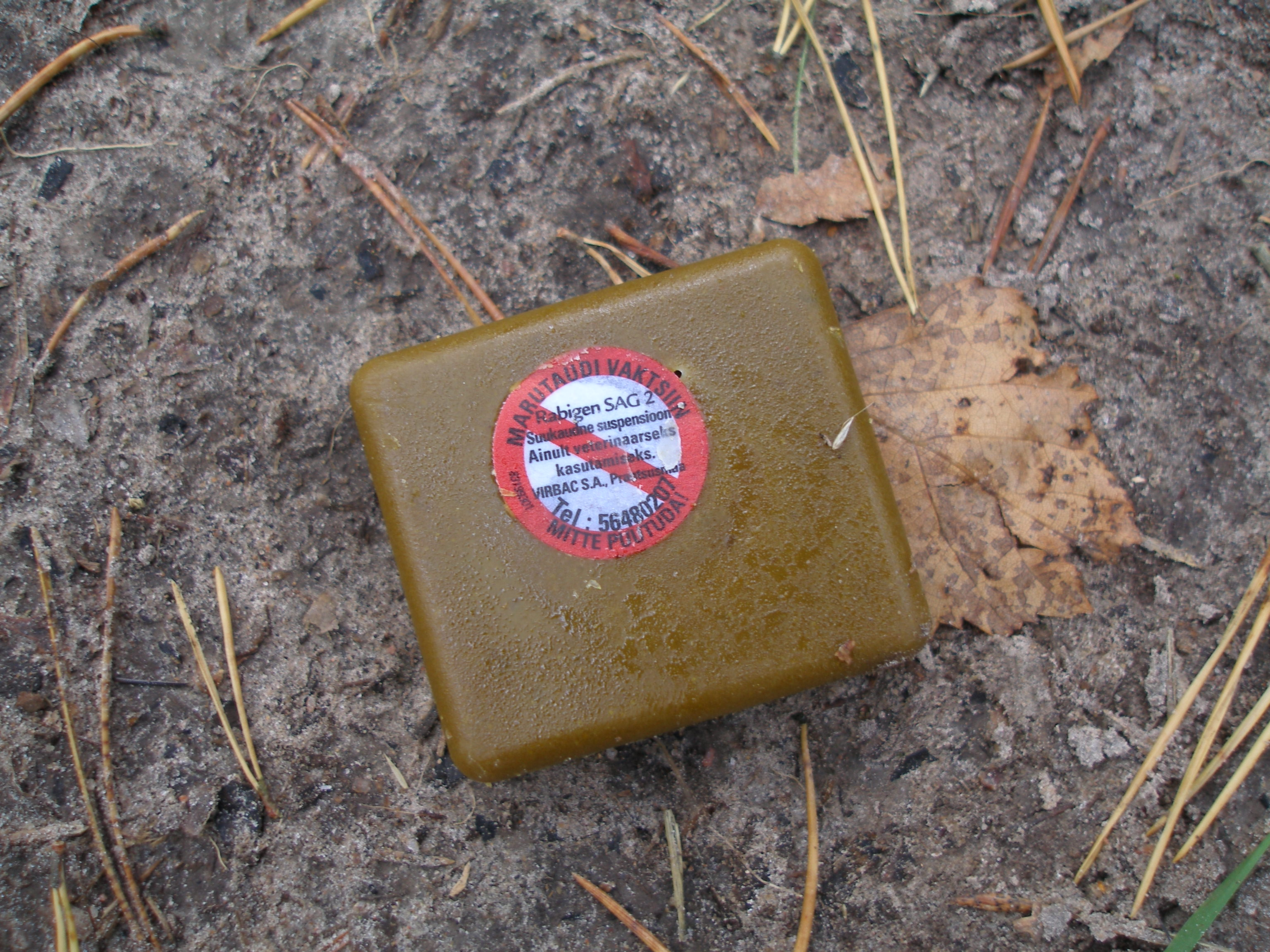
Приманка с вакцинным препаратом, разбросанная в заповеднике Пыхья-Кырвемаа с самолёта для вакцинации диких животных (лис) от бешенства, Эстония

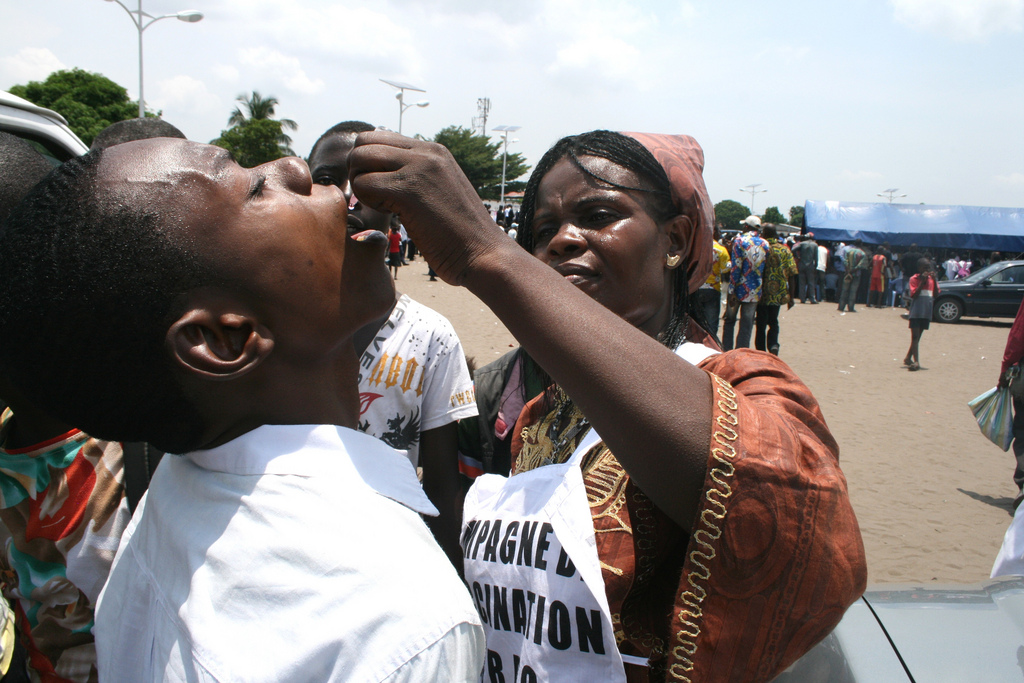
Вакцинация пероральной живой полиомиелитной вакциной, ДРК

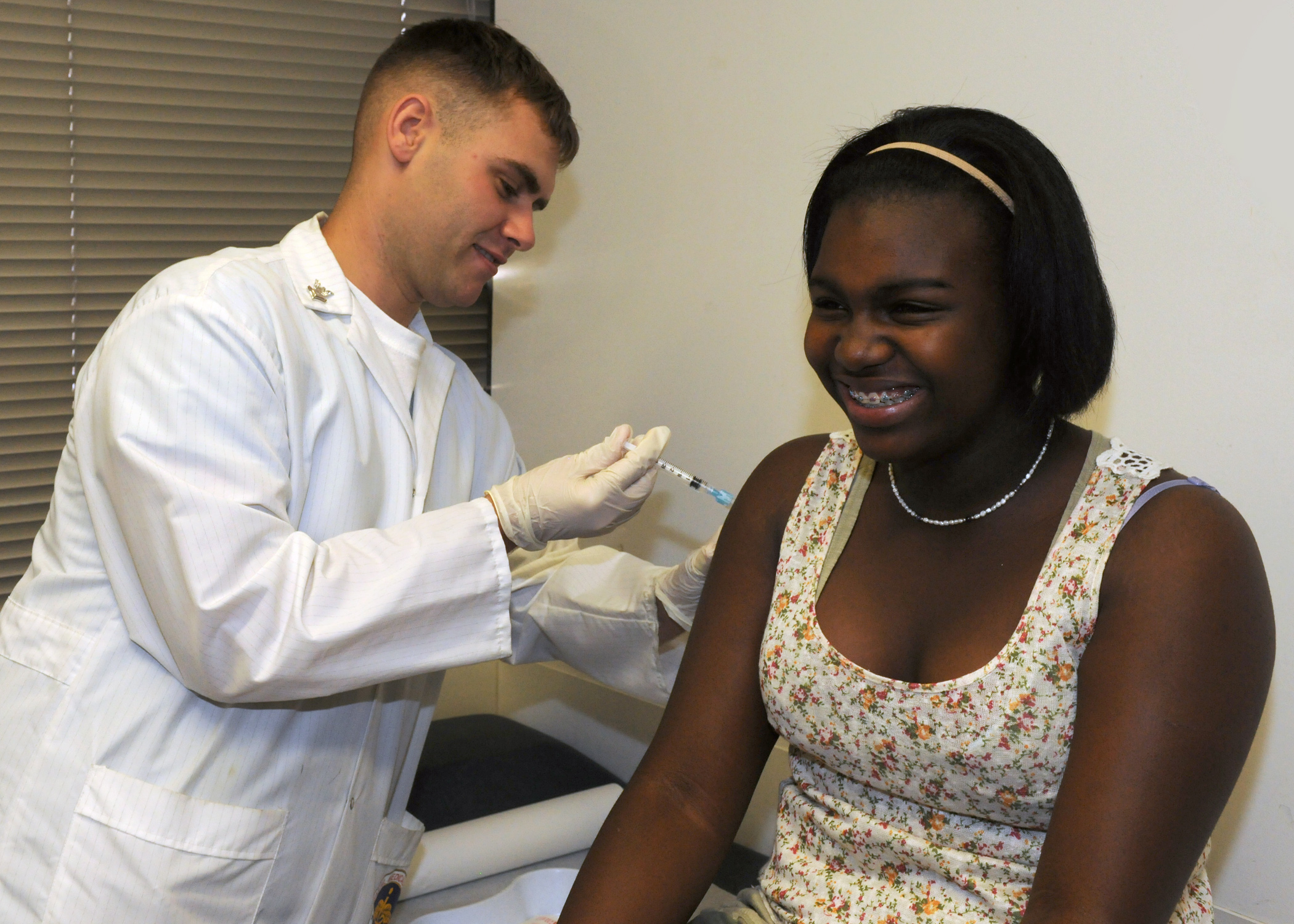
Ревакцинация АКДС [Tdap] (или АДС [Td]), проводимая школьнице Санитар армии США (санинструктор) военно-морского медицинского центра Сан-Диего

Вакцина́ция — комплекс мероприятий, направленных на введение в организм антиген-специфичных компонентов (в составе вакцин и анатоксинов) с целью формирования активного защитного иммунитета против определённого инфекционного агента или вырабатываемых ими экзотоксинов, реже для лечения некоторых заболеваний. Успешная вакцинация приводит к иммунизации. Понятия «вакцинация» и «иммунизация» на практике часто используются взаимозаменяемо, однако вакцинация подразумевает лишь процесс введения вакцины, в то время как под иммунизацией понимают как процесс введения вакцины, так и последующий процесс формирования иммунитета от соответствующего заболевания. Вакцинация является простым, эффективным и безопасным способом защиты от инфекционных болезней до контакта с их возбудителем, а механизм действия сводится к задействованию естественных защитных механизмов организма. Вакцинация также представляет собой стратегию, позволяющую контролировать, сдерживать, устранять и искоренять распространённые заболевания, являясь при этом одной из наиболее экономичных мер общественного здравоохранения (затраты на вакцинацию меньше, нежели затраты на лечение в случае её отсутствия).
Под вакцинацией обычно подразумевается профилактическая вакцинация, проводимая заранее здоровым людям и животным в целях профилактики инфекционных заболеваний и иммунизации населения, такая вакцинация называется вакцинопрофилактикой. В разговорной речи вместо термина «вакцинация» иногда употребляется слово «прививка», подразумевающая кроме собственно вакцинации, саму вакцину и иммунизацию в целом. Помимо профилактической существует лечебная вакцинация, проводимая для лечения некоторых уже приобретённых заболеваний, среди которых хронические инфекционные и онкологические заболевания. Лечебная вакцинация называется вакцинотерапией. По сравнению с вакцинопрофилактикой вакцинотерапия до сих пор представляет собой область медицины, находящуюся в зачаточном состоянии развития.
Вакцинация является одним из самых важных достижений медицины в истории. Доказано, что вакцины являются эффективным, безопасным и экономичным средством контроля и устранения опасных для жизни инфекционных заболеваний. Ежегодно они спасают примерно от 2 до 3 миллионов жизней. При этом для достижения коллективного иммунитета посредством вакцинации, важно, чтобы охват населения вакцинацией был выше определённого специфичного для заболевания порога. Важным достижением вакцинации является полное искоренение оспы в мире с помощью международной программы, предложенной СССР в 1958 году и удачно завершившейся в 1979 году. Оспа терроризировала человечество веками и в одном лишь XX веке унесла более 300 миллионов жизней. В конечном итоге в большинстве стран мира вакцинация перешла в разряд государственных приоритетов.
Применяемые в мире политики вакцинации сильно различаются. Одни страны дают свободу выбора и фокусируются на обучении населения, другие вводят обязательную вакцинацию для достижения необходимого уровня охвата вакцинацией населения. При этом во многих странах программам иммунизации препятствуют группы людей, отказывающихся вакцинировать себя или своих детей. Недоверие к вакцинации внесли в список десяти проблем здравоохранения, над которыми ВОЗ работала в 2019 году. Нежелание людей участвовать в программах вакцинации при доступности самих вакцин может обратить прогресс человечества, достигнутый в борьбе с болезнями. Стратегии обязательной вакцинации могут в подобных случаях служить приемлемым решением.

## Описание
При введении вакцины в организм при профилактической вакцинации происходит презентация антигена возбудителя инфекции иммунной системе организма в безопасной форме, в которой он не способен вызвать инфекционное заболевание (в зависимости от препарата: в виде ослабленного или убитого патогена или его части). В ответ на антиген, как и при инфекционном заболевании, происходит выработка иммунного ответа и формирование пула В-клеток памяти против возбудителя той инфекции, против которой проводится вакцинация. В случае повторного проникновения антигена в виде живого возбудителя инфекции, иммунная система, уже знакомая с данным антигеном, значительно быстрее и активнее формирует ответную реакцию на возбудителя, не теряя времени на распознавание возбудителя и формирование первичного иммунного ответа, то есть начинает эффективно бороться на раннем этапе инфекционного заболевания, до периода его разгара и значительного размножения возбудителя в организме. Тем самым значительно снижается тяжесть течения заболевания и риск возникновения осложнений, а зачастую заболевание проходит бессимптомно. При массовой вакцинации создаётся иммунная прослойка в популяции, вследствие чего затрудняется передача возбудителя инфекции от инфицированного (заболевшего или носителя) к восприимчивому организму и, в конечном итоге, элиминация возбудителя инфекции из иммунизированной популяции восприимчивых к нему организмов.
Благодаря вакцинации число ежегодных смертей от кори снизилось во всём мире с 3—7 млн до менее чем 100 тыс. (в 2015 г. умерли от кори 73 тыс. чел.), ликвидирована натуральная оспа (в 1979 г.) и чума крупного рогатого скота (в 2010 г.).
В то же время, низкий охват вакцинацией против дифтерии и других «детских инфекций» в 1990-е годы в постсоветском пространстве, на фоне снижения общей санитарной культуры, привело к эпидемическим вспышкам, и росту смертности среди детей от них, а также к возникновению случаев заболевания ими взрослого населения. К примеру, в России заболеваемость только дифтерией в 1991—1994 гг. увеличилась в 34 раза, хотя в СССР проводилась массовая вакцинация против неё и эта инфекция в тяжёлых формах в предшествующие годы практический не встречалась.
Лечебная вакцинация при длительных хронических инфекциях (к примеру бруцеллёз, туляремия, стафилококковые инфекции и т. д.) способствует десенсибилизации организма к антигену возбудителя, стимулированию фагоцитоза и образования антител.

### Виды вакцинации
Вакцинация бывает:
- плановая (обычно против инфекций, восприимчивость населения (животных) к которым всеобщая, а сами инфекции имеют тенденцию к пандемическому характеру распространения, либо возбудитель распространён повсеместно, а заболевание неизлечимо и летально);
- по эпидемическим показаниям (к инфекциям, которые не имеют повсеместный характер распространения — в местностях, где они распространены, либо при угрозе или при возникновении эпидемической вспышки, в том числе вакцинация представителей некоторых профессий, или при посещений местностей с природно-очаговыми инфекциями и т. д.).

Вакцинация, в зависимости от вакцинного препарата, может быть проведена пероральным (капли, таблетки), скарификационным (накожным), инъекционным (внутрикожным, подкожным, внутримышечным, в том числе при помощи безыгольного инъектора), трансдермальным или интраназальным (в виде капель, спрея, или аэрозольное распыление в воздухе помещения для вакцинации) и др. образом.
В зависимости от вида инфекции и вакцины, для формирования и поддержания стойкого иммунитета (напряжённости иммунного ответа) требуется введение вакцин по определённой схеме, включающей курс вакцинации (V) и ревакцинации (RV). При несоблюдении кратности и сроков вакцинации/ревакцинации, установленных при разработке вакцины, выработка иммунного ответа может быть на недостаточном уровне, либо снижена со временем. На эффективность вакцинации также влияет соблюдение условий хранения вакцинных препаратов (в частности, холодовой цепи) и технологии проведения вакцинации, а также состояние организма в момент вакцинации (к примеру, при ВИЧ, приёме иммунодепрессантов эффективность может быть ниже, а живые ослабленные вакцины противопоказаны).

## История
До XIX века врачи в Европе были бессильны против широко распространённых и повторяющихся крупных эпидемий. Одним из таких инфекционных заболеваний была натуральная оспа: она ежегодно поражала миллионы людей во всём мире, умирали от неё от 20 до 30 % инфицированных, выздоровевшие часто становились инвалидами. Оспа становилась причиной 8—20 % всех смертей в европейских странах в XVIII веке. Потому именно для этого заболевания требовались методы профилактики.
С древних времён было замечено, что люди, переболевшие оспой, больше ею не заболевают, поэтому делались попытки вызвать лёгкое заболевание оспой, чтобы впоследствии предотвратить тяжёлое.
В Индии и Китае практиковалась инокуляция — прививание здоровых людей жидкостью из пузырьков больных лёгкой формой натуральной оспы. Недостатком инокуляции являлось то, что, несмотря на меньшую патогенность вируса (лат. Variola minor), он всё же иногда вызывал смертельные случаи. Кроме того, случалось, что по ошибке инокулировался высоко патогенный вирус.

### Индия
Не исключено, что традиция вакцинации возникла в Индии в 1000 г. Упоминание о вариоляции в аюрведическом тексте Sact’eya Grantham было отмечено французским учёным Анри Мари Гуссоном в журнале Dictionaire des sciences médicales. Однако идея о том, что инокуляция возникла в Индии, была поставлена под сомнение, поскольку лишь немногие из древних санскритских медицинских текстов описывали процесс инокуляции.

### Китай
Самые ранние сведения о практике инокуляции оспы в Китае восходят к X веку. Старейшее документированное использование вариоляции относится так же к Китаю: в XV веке применялся метод «носовой инсуффляции», то есть вдыхания ноздрями порошкообразного материала оспы (обычно струпьев). Различные методы инсуффляции применялись в течение XVI и XVII веков в Китае:60. Два доклада о китайской практике прививания были сделаны Королевским обществом в Лондоне в 1700 году; их представили доктор Мартин Листер, получивший отчёт сотрудника Ост-Индской компании, дислоцированной в Китае, и доктор Клоптон Гаверс. Документы об учёте прививок против оспы в Китае сохранились с конца X века и, как сообщается, они широко практиковались в Китае в период правления императора Лунцина (1567—1572) во время династии Мин (1368—1644).

### Европа
Греческие врачи Эммануэль Тимонис (1669—1720) с острова Хиос и Яков Пиларинос (1659—1718) с острова Кефалония практиковали прививание от оспы в Константинополе в начале XVIII века и опубликовали свою работу в «Философских трудах Королевского общества» в 1714 году. Этот вид инокуляции и другие формы вариоляции были введены в Англии Леди Монтегю, известной английской писательницей и путешественницей, женой английского посла в Стамбуле в период с 1716 по 1718 годы, который едва не умер от оспы в юности и сильно пострадал от неё. Образованная и деятельная леди Мэри познакомилась в Константинополе с молодой черкешенкой, и та рассказала об этом методе. Леди Мэри привила и своего шестилетнего сына, а потом увезла черкесский рецепт на родину. Где ему не сразу, но дали зелёный свет, и даже привили оспу семье британского монарха. Медики на первых порах возражали, но 2 % смертности против прежних 20—40 % убедили скептиков — прививаться бросилась вся Европа. Прививка была принята как в Англии, так и в Америке почти за полвека до знаменитой вакцины Дженнера 1796 года, но уровень смертности от этого метода составлял около 2 %, потому он использовался в основном во время опасных вспышек заболевания и оставался спорным.
В 1711 году, французский агент шведского короля Карл XII Абри де ла Мотрэ посетил Кавказ. В своих записках он описал, как стал свидетелем процедуры оспопрививания, проводившейся больной адыгской девочке в селении Деглиад, и оставил подробное описание этой процедуры. «Я находил черкесов всё более красивыми, — пишет Мотре, — по мере того как мы продвигались между гор. Так как я не встречал никого, отмеченного оспой, я пришёл к мысли спросить их, нет ли каких-либо секретов, чтобы гарантировать себя от опустошений, которые этот враг красоты производил среди стольких народов». От французского гостя скрывать её не стали. Вот что он пишет: «Они мне ответили утвердительно и сообщили, что это средство заключается в том, чтобы привить её или передать тем, кого надо этим предохранить, взяв гной заражённого и смешав с кровью путём уколов, которые им делали».
Мотре увидел процедуру воочию: «…в одном селении Деглиад, где я узнал, что когда мы проходили, там производили прививку маленькой девочке четырёх или пяти лет… Девочку отнесли к маленькому мальчику трёх лет, который был болен этой болезнью и у которого оспинки и прыщики начали гноиться. Старая женщина взяла три иголки, связанные вместе, которыми она, во-первых, сделав укол под ложечку маленькой девочке, во-вторых, в левую грудь против сердца, в-третьих, в пупок, в-четвёртых, в правую ладонь, в-пятых, в лодыжку левой ноги, пока не пошла кровь, с которой она смешала гной, извлечённый из оспинок больного»..
В XVIII веке заметили, что люди, которые переболели менее тяжёлой коровьей оспой, оказывались невосприимчивыми к натуральной оспе. Первое записанное использование этой идеи осуществлено фермером Бенджамином Джести (Benjamin Jesty) в деревне Йетминстер графства Дорсет, который сам перенёс заболевание и заразил им собственную семью в 1774 году, потому его сыновья впоследствии не заболели даже умеренным вариантом оспы, когда их инокулировали в 1789 году. В 1791 году Питер Плетт (Peter Plett) из Киля в герцогстве Гольштейн-Глюкштадт (ныне Германия) инокулировал троих детей.

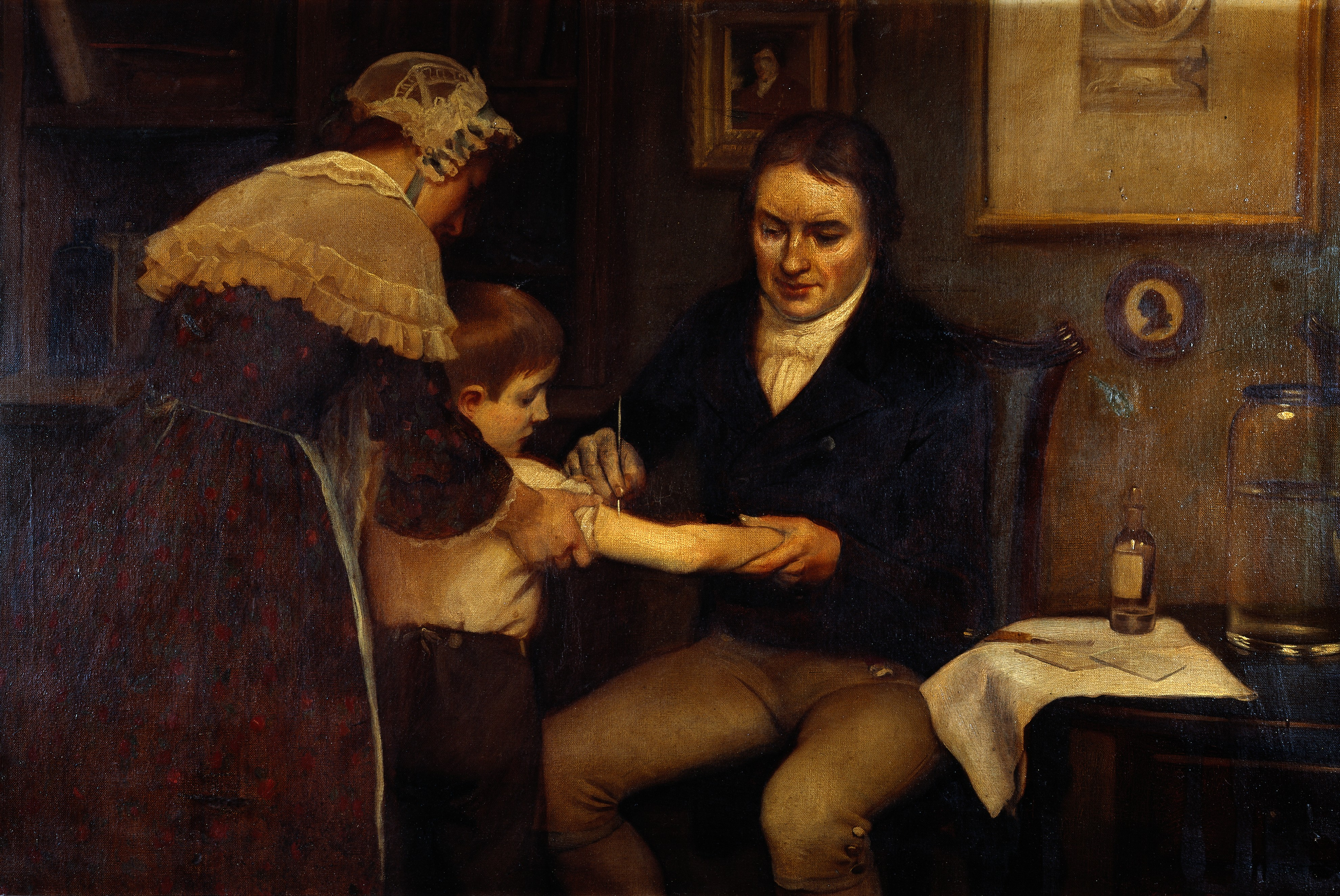
Эрнест Борд (1877—1934) — Доктор Дженнер проводит первую вакцинацию в 1796 году

14 мая 1796 года Эдвард Дженнер проверил свою гипотезу, привив Джеймса Фиппса, восьмилетнего сына своего садовника. По тем временам это был революционный эксперимент: он привил коровью оспу мальчику и доказал, что тот стал невосприимчивым к натуральной оспе — последующие попытки (более двадцати) заразить мальчика человеческой оспой оказались безуспешными. Он соскрёб гной с пузырьков оспы на руках Сары Нелмс, доярки, которая заразилась коровьей оспой от коровы по имени Блоссом, и втёр его в две царапины на руке здорового ребёнка. Шкура той коровы теперь висит на стене медицинской школы Святого Георгия (теперь в Тутинге, южном районе Лондона). Фиппс был 17-м случаем, описанным в первой статье Дженнера о вакцинации. Дженнер не мог поставить этот эксперимент на себе, так как знал, что сам он давно невосприимчив к натуральной оспе.
В 1798 году Дженнер опубликовал статью «An Inquiry Into the Causes and Effects of the Variolæ Vaccinæ, Or Cow-Pox», в которой впервые использовал термин «вакцинация» и вызвал всеобщий интерес. Он различал «истинную» и «ложную» коровью оспу (которая не давала желаемого эффекта) и разработал метод «рука-рука» для распространения вакцины из пустулы вакцинированного человека. Ранние попытки проверить эффект вакцинации омрачались случаями заражения оспой, но, несмотря на противоречия в медицинских кругах и религиозное противостояние применению материалов от животных, к 1801 году его доклад был переведён на шесть языков, а вакцинированы были более 100 000 человек.
Из-за неприятия вакцинации массовая вакцинация началась только после эпидемии оспы в 1840—1843 гг., когда погибли около 500 тысяч европейцев.
Второе поколение вакцин введено в 1880-е годы Луи Пастером, который разработал вакцины от куриной холеры и сибирской язвы новым методом, то есть используя ослабленные микроорганизмы. Вакцины конца XIX века считались уже вопросом национального престижа. Появились законы об обязательной вакцинации.
С тех пор кампании по вакцинации распространялись по всему миру, иногда они устанавливались законами или правилами («Акты о вакцинации» в Великобритании, 1840—1907 годы). Вакцины начали использоваться против самых разных заболеваний. Луи Пастер развил свою технику в течение XIX века, расширяя её использование для ослабления агентов, вызывающих сибирскую язву и бешенство. Метод, используемый Пастером, повреждал микроорганизмы, потому они теряли способность заражать, но прививка ими, хоть и не защищала от болезни полностью, то, в случае заражения, делала заболевание лёгким. Пастер, отдавая долг первооткрывателю Эдварду Дженнеру, также назвал открытый им способ предупреждения инфекционной болезни вакцинацией, хотя никакого отношения к коровьей оспе его ослабленные бактерии не имели.
6 июля 1885 года в лабораторию Луи Пастера доставили 9-летнего мальчика по имени Йозеф Майстер, который был сильно искусан бешеной собакой и считался безнадёжным. Пастер в то время заканчивал разработку вакцины от бешенства и это был шанс как для ребёнка, так и для испытателя. Вакцинация проходила под наблюдением публики и прессы. Ребёнок, чья гибель считалась предрешённой, поправился, а в лабораторию Пастера со всей Европы (в том числе из России) стали приезжать пострадавшие от бешеных животных.

### Россия

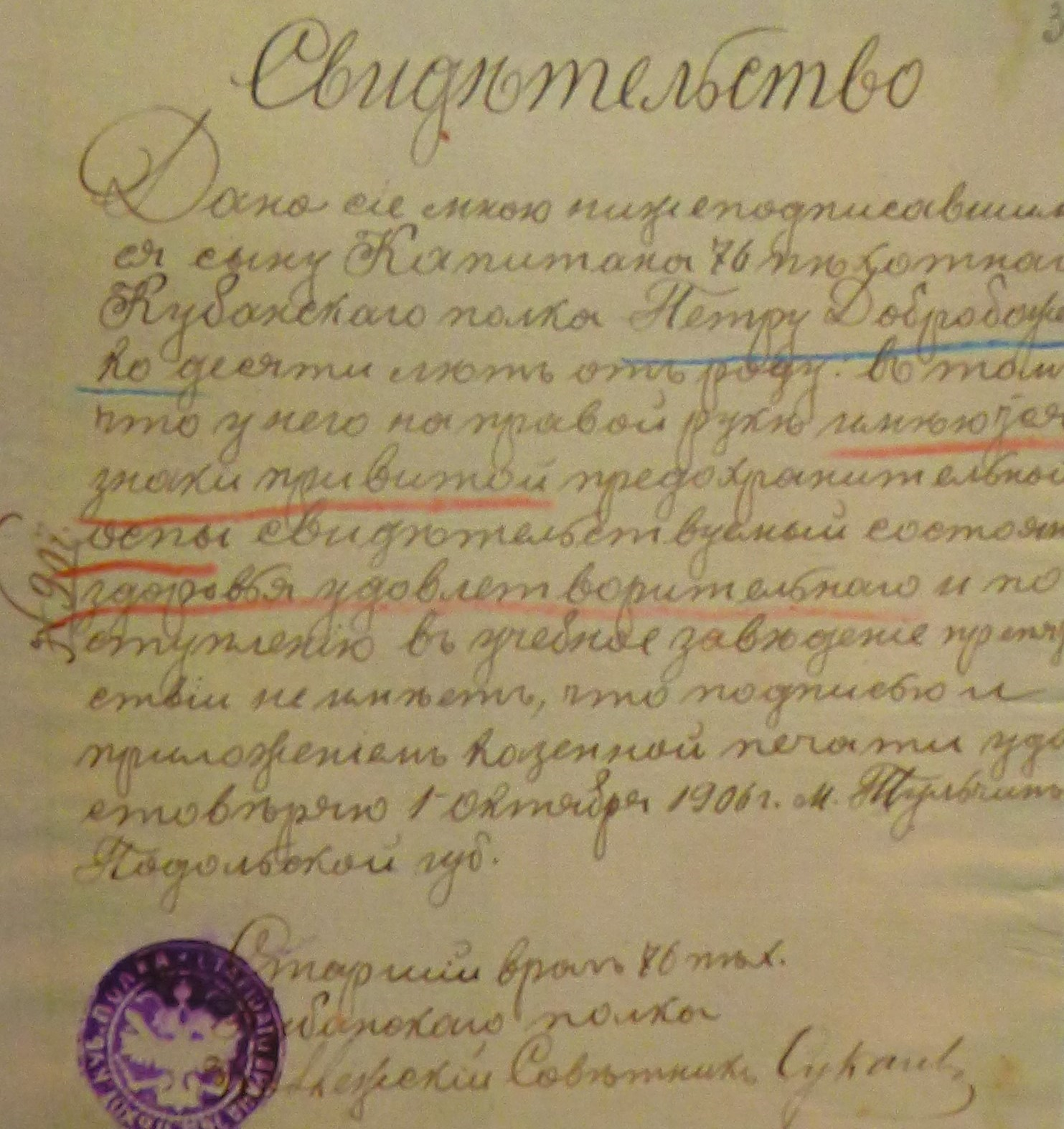
Свидетельство о прохождении оспопрививания для поступления на учёбу. Выдано 1 октября 1906 года старшим полковым врачом 10-летнему мальчику

В России первую вакцину использовала императрица Екатерина II: в 1768 году она привилась от оспы методом инокуляции. Материал для прививки был взят у больного мальчика Александра Маркова, которому императрица пожаловала дворянство с присвоением второй фамилии Оспенный. В память привития натуральной оспы Екатерине II было отчеканено 12 медалей с её изображением и подписью «Собою подала пример». После этого в России было введено обязательное оспопрививание, мысль о котором императрица вынашивала достаточно долго (обсудив это, в числе прочего, в переписке с Вольтером).
В феврале 1826 года Николай I своим указом утвердил положение Комитета министров об учреждении медали «За прививание оспы». Золотыми и серебряными медалями для ношения в петлице на зелёной ленте награждались наиболее отличившиеся прививальщики оспы в губерниях (списки утверждались лично императором).
Обязательное массовое оспопрививание в РСФСР было введено в 1919 году.
Первый отечественный список рекомендуемых прививок был разработан в 1958 году, он включал в себя натуральную оспу, туберкулёз, коклюш, дифтерию и полиомиелит.
В 1966 году добавились прививки от столбняка (7-кратное введение, начиная с 5-месячного возраста), а по решению минздравов союзных республик — от брюшного тифа, туляремии, бруцеллёза, лептоспироза и клещевого энцефалита.
С 1973 года введена однократная вакцинация от кори в возрасте с 10 месяцев и всем детям в возрасте до 14 лет, не болевшим корью.
В 1980 году исключена иммунизация против оспы; добавлена вакцинация от паротита (одновременно с вакцинацией от кори в возрасте 15—18 месяцев); взрослым рекомендована ревакцинация от столбняка каждые 10 лет. Введена ежегодная вакцинация против гриппа, начиная с возраста 1 год.
C 1997 года введена вакцинация против краснухи (одновременно с вакцинацией от кори и паротита в возрасте 12—15 месяцев), отдельным приказом было рекомендовано поэтапное внедрение иммунопрофилактики гепатита B среди разных групп детей.
В 2001 году календарь профилактических прививок получил статус национального и гарантии финансирования из федерального бюджета. В него включена вакцинация детей от гепатита B; вакцинация от кори, краснухи и паротита стала двукратной (12 месяцев и 6 лет); девочкам, привитым от краснухи менее двух раз, в возрасте 13 лет рекомендована вакцинация от краснухи. Ревакцинация взрослых от дифтерии и столбняка каждые 10 лет. Дополнительно введён календарь профилактических прививок по эпидемическим показаниям за счёт региональных бюджетов.
В 2006—2007 годах вакцинация от гепатита B распространилась на взрослых; женщинам в возрасте до 25 лет (привитым менее двух раз) стала доступна вакцинация от краснухи; впервые введена инактивированная (то есть не живая) вакцина от полиомиелита для детей с неполноценным иммунитетом и находящихся в домах ребёнка (вне зависимости от состояния здоровья);
С 2008 года дети первого года жизни получают первые три прививки от полиомиелита только инактивированной вакциной (ИПВ) с целью профилактики даже редчайших случаев вакциноассоциированного полиомиелита.
В 2011 году детям, относящимся к группам риска, рекомендована четырёхкратная вакцинация от гемофильной инфекции; количество доз инактивированной полиовакцины для детей первого года жизни сокращается до двух: начиная с третьей дозы применяется живая вакцина (ОПВ), за исключением детей с неполноценным иммунитетом и находящихся в домах ребёнка.
С 2014 года в календарь добавлена вакцинация от пневмококковой инфекции для детей первого года жизни и призывников, с 2016 года для взрослых с хроническими заболеваниями лёгких и пожилых; вакцинация против гриппа рекомендована беременным женщинам; ревакцинация против туберкулёза в 14 лет отменена, оставлена только первичная (в роддоме) и в 6 лет (при отрицательной туберкулиновой пробе).
С декабря 2020 года проводится вакцинация против COVID-19 в России, она включена в Календарь профилактических прививок по эпидемическим показаниям.
С декабря 2021 года вакцина против гемофильной инфекции гарантирована всем детям, не только из групп риска; схема вакцинации против полиомиелита сменилась с (2 ИПВ + 4 ОПВ) на (4 ИПВ + 2 ОПВ), возраст шестого введения снизился с 14 лет до 6.

### Ликвидация заболеваний с помощью вакцинации
Первым заболеванием, побеждённым вакцинацией, была натуральная оспа. Всемирная организация здравоохранения координировала эту глобальную работу по искоренению. Последний естественный случай оспы произошёл в Сомали в 1977 году.
В 2011 году Продовольственная и сельскохозяйственная организация Объединённых Наций (ФАО) объявила о победе мирового сообщества над чумой крупного рогатого скота. Последний случай этого заболевания на планете был диагностирован в 2001 году.

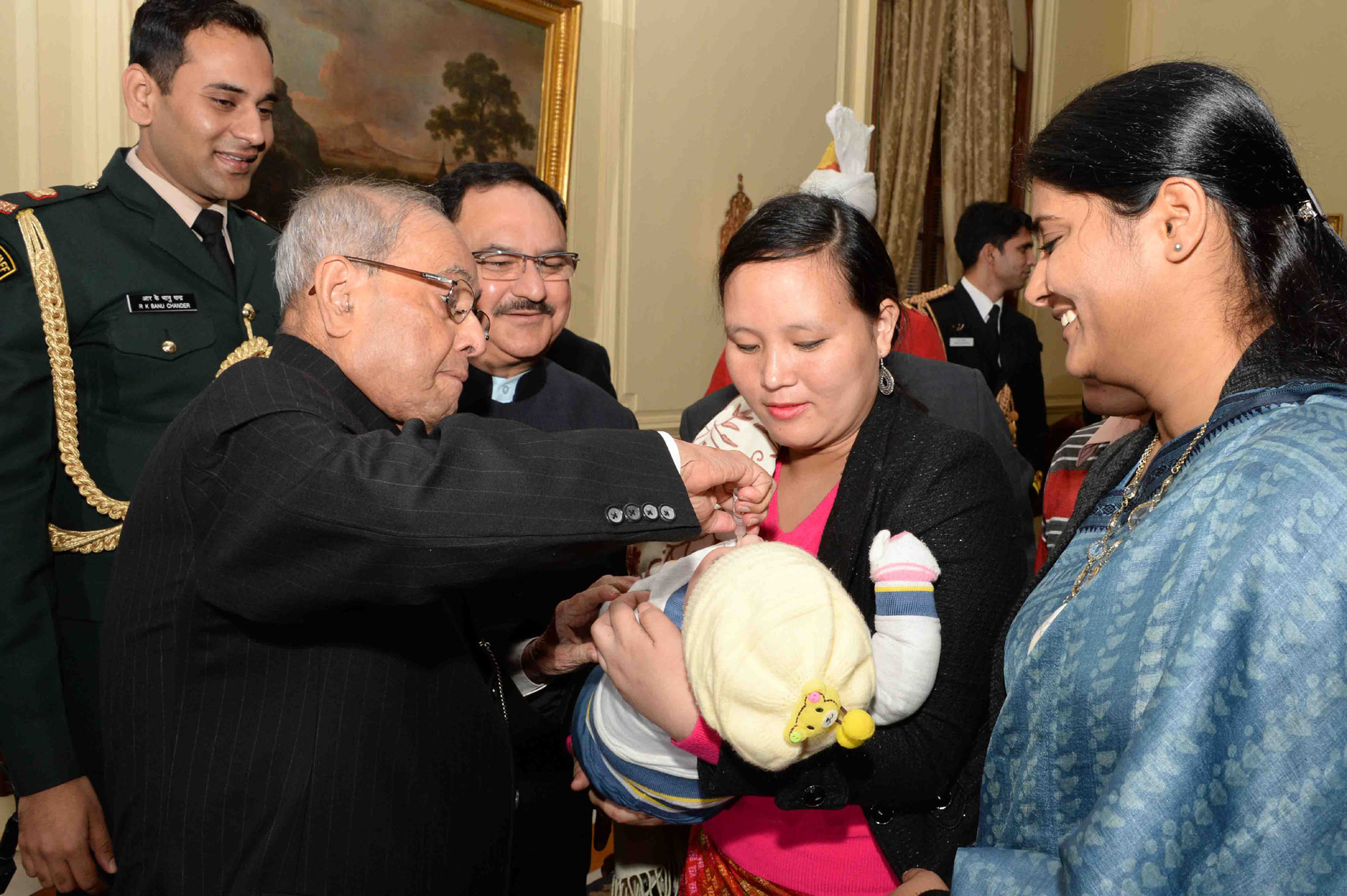
Президент Индии закапывает в рот младенцу живую полиовакцину. Дели, 2017

В 1988 году руководящий орган ВОЗ намеревался искоренить полиомиелит к 2000 году. Цель к назначенному сроку была не выполнена, но искоренение заболевания близко: из трёх штаммов дикого полиовируса (тип 1, тип 2 и тип 3) полиовирус 2-го типа был ликвидирован в 1999 году, новых случаев заболеваний от дикого полиовируса 3-го типа не было отмечено со времени последнего зарегистрированного случая в Нигерии в ноябре 2012 года. Более 16 миллионов людей было спасено от паралича в результате глобальных усилий по ликвидации этой болезни. Ликвидация дикого полиовируса (тип 1) осложнено его распространением в Афганистане и Пакистане.

### Личный вклад
- Луи Пастер стал создателем научных основ вакцинации и вакцин против сибирской язвы, куриной холеры и бешенства;
- Моррис Хиллеман (1919—2005) оказался самым плодовитым изобретателем вакцин: он разработал успешные вакцины против кори, эпидемического паротита, гепатита A, гепатита B, ветрянки, менингита, пневмонии и гемофильной палочки[79];
- Джонас Солк — американский вирусолог, один из разработчиков первых вакцин против полиомиелита.

## Безопасность
Вакцины, используемые в программах национальной иммунизации являются безопасными, но как и любые лекарственные средства иногда они могут вызывать побочные эффекты, например, боль в руке или повышение температуры тела. Все вакцины тщательно тестируются, чтобы убедиться, что они не смогут навредить. Перед тем, как вакцина начнёт использоваться, могут пройти годы испытаний и тестов, лишь после которых вакцина будет разрешена к использованию.
Вакцины оказались одним из наиболее эффективных средств предотвращения заболеваний, однако тот факт, что предотвращаемые ими заболевания стали редкими привёл к появлению беспокойств по поводу вакцин, поскольку последствия таких опасных болезней более не являются заметными. Внимание публики сосредоточилось на побочных эффектах, что оказывает влияние на снижение темпов вакцинации и возникновение вспышек заболеваний. При этом минимальные риски, которые связаны с вакцинацией, полностью затмеваются рисками тех болезней, которые могут возникать без вакцинации.
Среди населения по части безопасности вакцин существуют и некоторые заблуждения. Вакцины не вызывают аутизма, не перегружают и не ослабляют иммунную систему, не приводят к появлению аллергии или каких-либо других нарушений, не содержат ртути (тиомерсала), а также не содержат каких-либо веществ, которые в малых количествах способны причинить вред. Любые возникающие побочные эффекты тщательно отслеживаются. Противопоказания же к вакцинации могут быть по медицинским показаниям, например, при наличии аллергии к компонентам вакцины или после возникновения сильной аллергической реакции на ранее проводимую вакцинацию.

### Тестирование вакцин
Перед получением разрешения на использование от национальных регулирующих органов вакцины проходят ряд тестов и испытаний. Вначале вакцина тестируется в лабораторных условиях и на компьютерных моделях. Затем проходит тестирование на животных со схожей с человеческой иммунной системой, что позволяет убедиться, что у вакцины нет серьёзных побочных эффектов и что её можно испытывать на людях. Следом начинаются клинические испытания на людях, при этом вначале вакцина испытывается на взрослых.
Клинические испытания на людях, необходимые для получения разрешения на использование, состоят из трёх фаз. В первой фазе участвует 20—100 человек, целью является определение того, что вакцина безопасна, работает и не вызывает серьёзных побочных эффектов. Во второй фазе участвуют сотни добровольцев для выяснения краткосрочных побочных эффектов, взаимосвязи дозы с побочными эффектами и реакции иммунной системы добровольцев. В третьей фазе участвуют уже сотни или тысячи добровольцев для выяснения эффективности, безопасности и распространённых побочных эффектов.
Как только будет доказано, что вакцина безопасна и эффективна, регулирующие органы разрешают её применение, и она начинает распространяться. Далее начинается этап мониторинга использования вакцины.

### Побочные эффекты и осложнения
Из-за своих свойств и назначения прививки способны вызывать реакции со стороны организма, то есть являются реактогенными. Реактогенность прививок ограничена нормативами.
Реакции на прививку делятся на две категории:
1. Поствакцинальные реакции, они же побочные реакции или побочные эффекты — не представляющие угрозу здоровью изменения состояния человека, которые развиваются после введения вакцины и в скором времени проходят самостоятельно.
2. Поствакцинальные осложнения (поствакцинальный синдром[84]) — длительные изменения в организме человека, которые произошли после введения прививки, значительно выходят за рамки физиологической нормы и влекут за собой нарушения здоровья.

Специалисты выделяют 4 группы факторов, способствующих возникновению побочных реакций и осложнений при применении вакцин:
1. Игнорирование противопоказаний к применению.
2. Нарушение процедуры вакцинации.
3. Индивидуальные особенности состояния организма привитого.
4. Нарушение условий производства, правил транспортировки и хранения вакцин, плохое качество вакцинного препарата.

#### Побочные эффекты
Любая вакцина может вызвать побочные эффекты, чаще всего это небольшое повышение температуры или воспаление на руке, которые проходят за несколько дней. Поствакцинальные реакции обычно ограничиваются болью, покраснением и/или припухлостью в месте введения вакцины, в таком случае достаточно применить жаропонижающее и наложить холодный компресс на место инъекции.
В худшем случае поствакцинальной реакцией может быть температура выше 38 °C, раздражительность, общее недомогание, кожная сыпь. Такие симптомы обычно лечатся жаропонижающим и обильным питьём.
Не существует идеальной вакцины, которая полностью защищает каждого и совершенно безопасна для всех. Поскольку инфекционные заболевания, которые можно предотвратить с помощью вакцин, продолжают сокращаться, люди всё больше обеспокоены рисками, связанными с вакцинами. Большинство неблагоприятных событий, возникающих следом за иммунизацией, не связаны с самой вакциной, но являются совпадением. Отсутствие внимания к таким случаям может подорвать доверие к вакцине и в конечном итоге привести к драматическим последствиям заболеваемости в результате снижения охвата иммунизацией. С другой стороны, неблагоприятные события, связанные с вакциной, могут затронуть здоровых людей и должны быть выявлены, чтобы провести дополнительные исследования и принять меры по повышению безопасности вакцины.

#### Редкие поствакцинальные осложнения
Согласно документам ВОЗ, поствакцинальные осложнения возникают крайне редко, это величины порядка 1 случая на миллионы введённых доз и менее, в частности, в случае, если она вводится первой, прививка от полиомиелита живой вакциной вызывает вакциноассоциированный паралитический полиомиелит (ВАПП) в одном случае на 2,7 млн введённых доз (у невакцинированных возникают параличи приводящие к инвалидизации, в среднем 1 случай из каждых 200 заболевших, 5—10 % из них заканчивается летально, то есть 1 случай на 2000—4000 заболевших); при введении первой вакцинацией инактивированной вакцины и ревакцинации живой вакциной ВАПП не наблюдается; национальные календари прививок должны предусматривать первичную иммунизацию инактивированной вакциной.
Поствакцинальные осложнения встречаются меньше в сравнении с рисками инфекционных болезней до сотен тысяч раз, например, фебрильные судороги после прививки от коклюша проявляются в 70 раз реже, чем судороги при болезни, а смерть от столбняка наступает в 300 000 раз чаще, чем анафилактический шок от прививки. Решение не прививать ребёнка включает в себя риск смертельной болезни его самого и тех, кто с ним контактирует.
Некоторые страны, такие как Великобритания, предоставляют компенсацию жертвам серьёзных неблагоприятных последствий посредством выплаты компенсации за ущерб от вакцинации. По крайней мере 19 стран предусматривают такую компенсацию, в том числе это предусмотрено в России статьёй 19 федерального закона «Об иммунопрофилактике инфекционных болезней».

#### Безопасность инактивированных вакцин и анатоксинов
Распространяемое противниками прививок мнение о заразности вакцинированных для окружающих либо не соответствует действительности, либо опасность сильно преувеличена. Инактивированные вакцины и анатоксины не могут быть заразными в принципе, гипотетически заразиться можно только от вакцинированного живой вакциной. Данные по отдельным вакцинам:
- передача вакцинных штаммов вируса кори от человека к человеку не зарегистрирована[93];
- вакцинный вирус краснухи не передаётся от человека к человеку и не распространяется в окружающей среде[94];
- зарегистрирована редкая передача вакцинного вируса паротита от вакцинированного лица близким контактам, но она не является значимым риском для их здоровья[95];
- БЦЖ не заразна для окружающих[96];
- кал вакцинированного живой вакциной против ротавирусной инфекции может содержать вирус, тщательное соблюдение гигиены при обращении с калом вакцинированного предотвращает передачу вакцинного штамма ротавируса окружающим[97];
- вакцинный штамм ветряной оспы может передаваться от человека к человеку в случае возникновения у вакцинированного нежелательной побочной реакции в виде специфической ветряноподобной сыпи, но риск заразиться диким вирусом ветряной оспы намного больше и приводит к худшим последствиям, также есть единственный клинический отчёт о передаче вакцинного вируса от матери к ребёнку, в отличие от множества случаев такой передачи для дикого вируса; вакцина против ветряной оспы показана беременным и кормящим матерям[98]. В российских инструкциях к вакцинам Варилрикс и Приорикс-Тетра в качестве противопоказания указана беременность и 1—3 месяца после родов[99][100].

## Проблемы вакцинации
Основной проблемой для вакцинации представляет антивакцинаторское движение и проводимая разными организациями пропаганда об отказе от прививок. Антипрививочное движение стало в XXI веке успешным бизнес-проектом на рынке псевдомедицинских услуг. Антипрививочные деятели объединились с деятелями альтернативной медицины, они зарабатывают на обмане населения.

### Отказы от вакцинации и антивакцинаторство

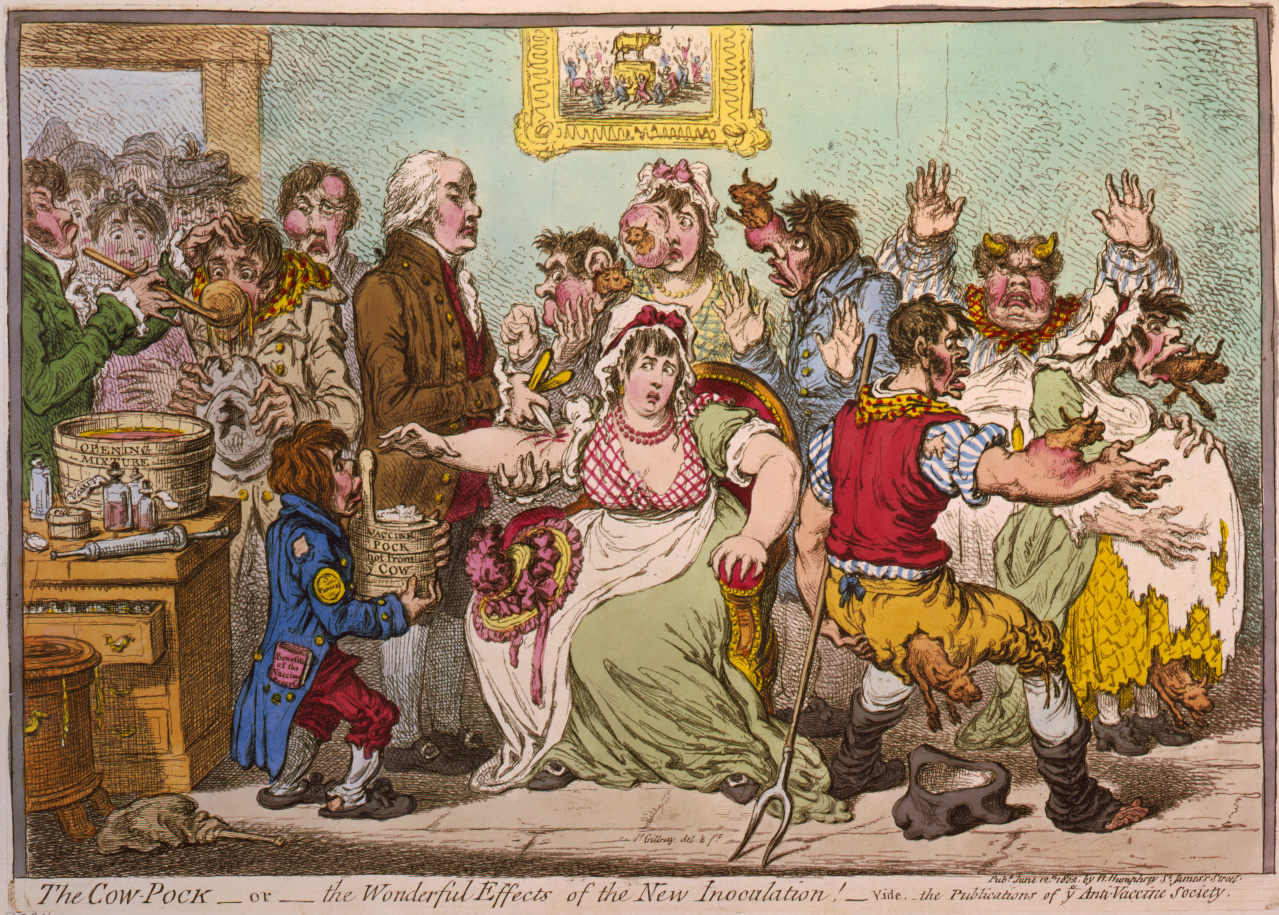
Джеймс Гилрей. «Коровья оспа или Чудесное действие новой прививки!» (1802 г.).

Согласно заключению экспертов Всемирной организации здравоохранения, большинство доводов антивакцинаторов не подтверждаются научными данными и характеризуются как «тревожное и опасное заблуждение». Недоверие к вакцинации внесли в список десяти проблем здравоохранения, над которыми ВОЗ будет работать в 2019 году.
Вскоре после разработки методов вакцинации появилось и движение антивакцинаторов, оспаривающих безопасность и эффективность прививок. Различные религиозные движения могут запрещать своим членам участвовать в вакцинации на основаниях, связанных с религией, и существуют политические группы, высказывающиеся против обязательного характера прививок как посягательства на личную свободу. В условиях, когда эффективная вакцинация позволяет победить болезнь и не допускать её распространения, внимание общественности переключается с самой болезни на возможные побочные эффекты вакцинации, в том числе статистически маловероятные и не имеющие доказанной причинно-следственной связи с вакцинацией.
Схожие страхи вызывало использование в вакцинах консерванта тиомерсал на основе ртути. Доказательств системного токсического действия вакцинных консервантов при применении в стандартных дозах нет. Предполагаемая связь тиомерсала с развитием аутизма также не нашла подтверждения.
По подсчётам специалистов ПИПВЭ им. Чумакова, ежегодно около 11 % российских родителей отказываются прививать своих детей.
Для части вакцино-предотвращаемых болезней (например, для кори) рост числа непривитых снижает коллективный иммунитет — способность всего общества противостоять определённому заболеванию. В обществе с относительно высоким процентом непривитых людей риски заразиться выше даже у тех, кто своевременно сделал прививку.
Специалисты предупреждают, что пятипроцентное снижение охвата вакцинацией повлечёт трёхкратное увеличение числа заболевших корью: компьютерное моделирование показало, что в США, при текущем уровне 93 % охвата детей 2—11 лет вакцинацией от кори и в среднем 50 случаев заболеваний в год среди них, пятипроцентное снижение охвата повлечёт трёхкратное увеличение числа заболевших корью, а полное исключение немедицинских отводов от вакцинации позволит увеличить её охват до 95 % и сократить число заболевших на 20 %.

### Обвинения вакцинации в заболеваемости аутизмом
Некоторые родители полагают, что вакцинация вызывает аутизм, хотя эта гипотеза не получила научного подтверждения.
Вакцинация не вызывает расстройства аутистического спектра:
Фактических данных о наличии какой-либо связи между вакцинацией и расстройствами аутистического спектра нет. Этот вывод был сделан по результатам множества исследований, проводившихся на очень больших группах людей.ВОЗ
В начале 2000-х годов необычайно широкое освещение в прессе и на телевидении получило опубликованное в 1998 году британским врачом Эндрю Уэйкфилдом исследование о предполагаемой связи конкретной вакцины MMR (против кори, паротита и краснухи) с расстройством аутистического спектра, но другим учёным не удалось подтвердить результаты Уэйкфилда.
1. В 2002 году исследователи, рассмотрев истории болезни полумиллиона детей, не нашли связи аутизма с вакцинацией[117][118].
2. В 2006 году опубликовано исследование, которое выявило, что наоборот, заболеваемость аутизмом росла при снижении охвата популяции вакцинацией[119].
3. В 2015 году опубликовано исследование более чем 95 тыс. детей, в котором отдельно рассматривались дети из группы риска и уже больные аутизмом, вывод исследователей: «Мы не знаем, что именно вызывает аутизм, но это точно не MMR»[108][120].
4. В 2019 году опубликовано исследование по многолетним наблюдениям за более чем 657 тыс. датских детей, родившихся с 1999 по 2010 год, в котором обнаружено отсутствие связи аутизма как с вакциной MMR в частности, так и с вакцинацией в общем. Такая связь также не нашлась у детей в семьях, где один из детей болел аутизмом, а другой — нет, что достоверно исключает влияние вакцинации на аутизм[117][121].

В 2010 году статья Уэйкфилда была отозвана журналом Lancet.
В дальнейшем выяснилось, что Уэйкфилд замешан в криминальных историях. Он был обвинён в мошенничестве и в конечном счёте лишён врачебной лицензии, исключён из реестра врачей Великобритании. Тем не менее, идея связи вакцинации вообще и аутизма закрепилась в массовом сознании: согласно опросу, проведённому в США в 2010 году, каждый четвёртый родитель был согласен с утверждением «некоторые вакцины вызывают аутизм у здоровых детей». Часть специалистов связывают этот миф с тем, что аутизм у детей невозможно выявить до «возраста вакцинации». То, что аутизм часто диагностируется у детей в тот же период, когда они получают вакцины — просто совпадение, и случайные ассоциации неизбежны.
Также некоторые специалисты считают, что из-за несовершенства иммунного ответа и склонности к аллергическим реакциям у детей с расстройствами аутистического спектра сильный иммунный ответ организма выявляет скрытое до этого момента расстройство. Таким образом, у некоторых детей с РАС прививка выступает в роли неспецифического фактора, выявляющего латентное заболевание. Инфекция тоже может выступить таким фактором.

### Недостаточная вакцинация и её последствия
См. также Результаты массовых отказов от вакцинации
ВОЗ заявляет «1,5 миллиона случаев смерти можно было бы предотвращать путём улучшения глобального охвата иммунизацией».
Количество случаев заболеваемости корью в мире резко возросло из-за пробелов в охвате вакцинацией.
Отказ от вакцин часто приводит к вспышкам заболеваний и смертям от болезней, которые можно предотвратить с помощью вакцин.

## Современное проведение вакцинации

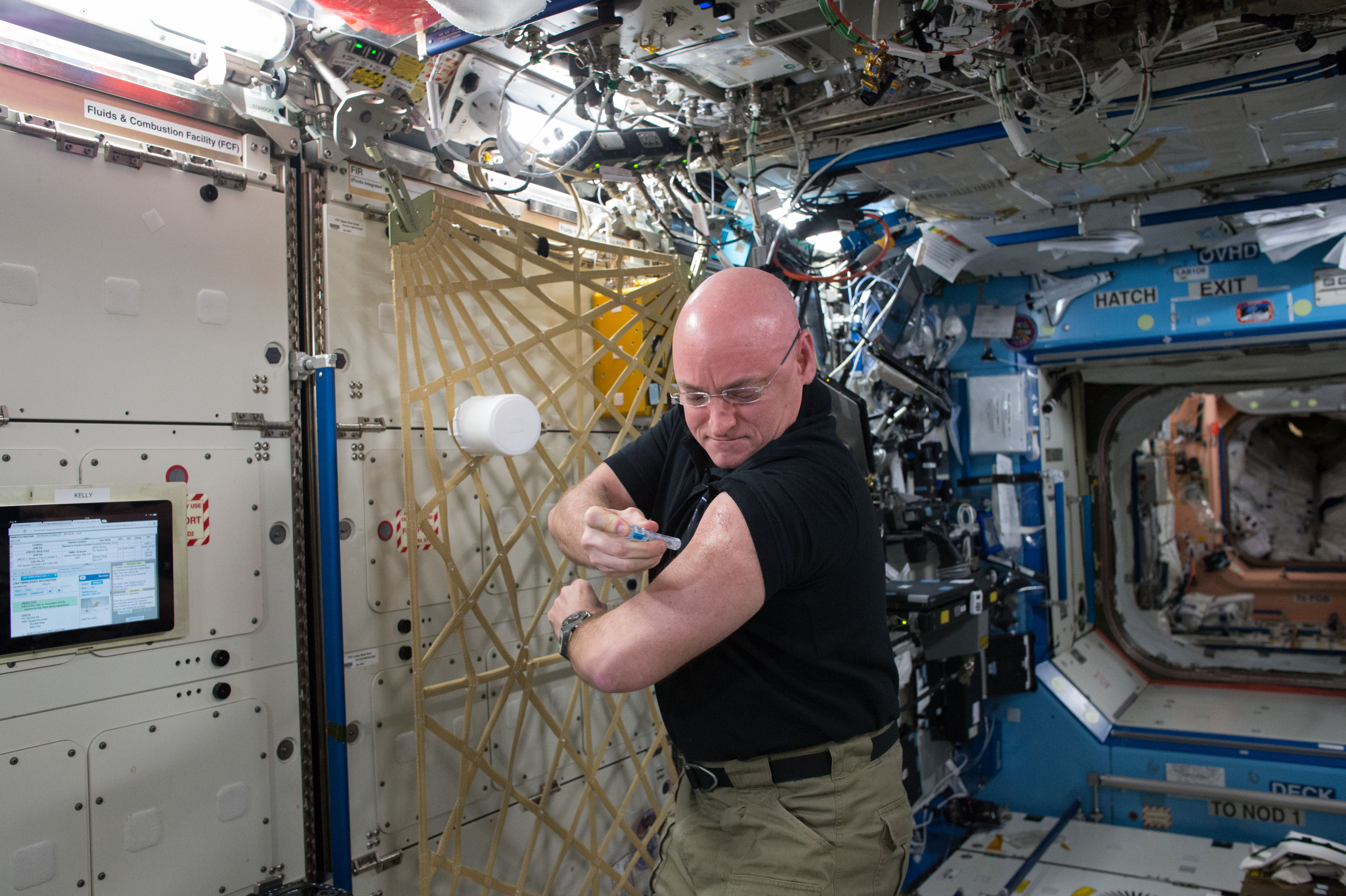
Астронавт NASA Скотт Келли вводит себе вакцину от гриппа, находясь на борту МКС. 2015 год

В 2013 году по данным Европейского регионального бюро Всемирной организации здравоохранения, плановая иммунизация против полиомиелита, столбняка, дифтерии, коклюша, кори и эпидемического паротита («свинки») ежегодно спасает жизнь и здоровье 3 миллионам детей в мире. Также предполагается, что с помощью новых вакцин, которые будут разработаны и введены в клиническую практику в ближайшие 5—10 лет, можно будет спасти ещё 8 миллионов детей в год.
Поскольку вакцинация стала широкодоступной, многие люди воспринимают инфекционную безопасность как должное. Однако для вакцин остаются неподвластными многие важные заболевания, включая простой герпес, малярию, гонорею, гепатит C и ВИЧ. Также для ряда заболеваний до сих пор не существует этиотропной терапии, и единственной защитой является вакцинация. К таким заболеваниям относятся жёлтая лихорадка и бешенство.

### Россия

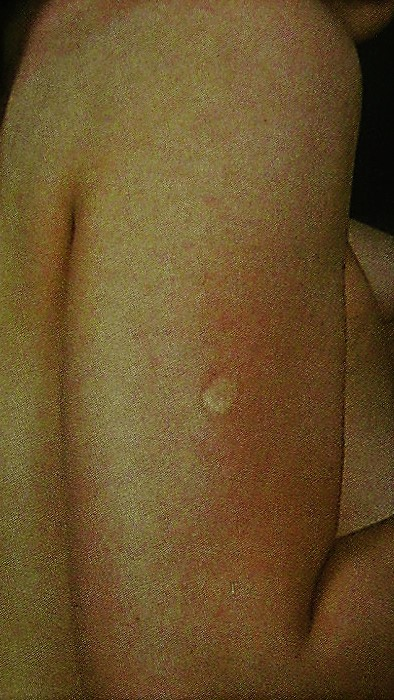
Рубец после вакцинации от натуральной оспы. В СССР обязательное оспопрививание проводилось с 1919 по 1980 год

В день проведения прививки пациента осматривает врач или фельдшер, непосредственно перед прививкой проводят термометрию. Медицинское обследование перед прививкой проводят при необходимости.

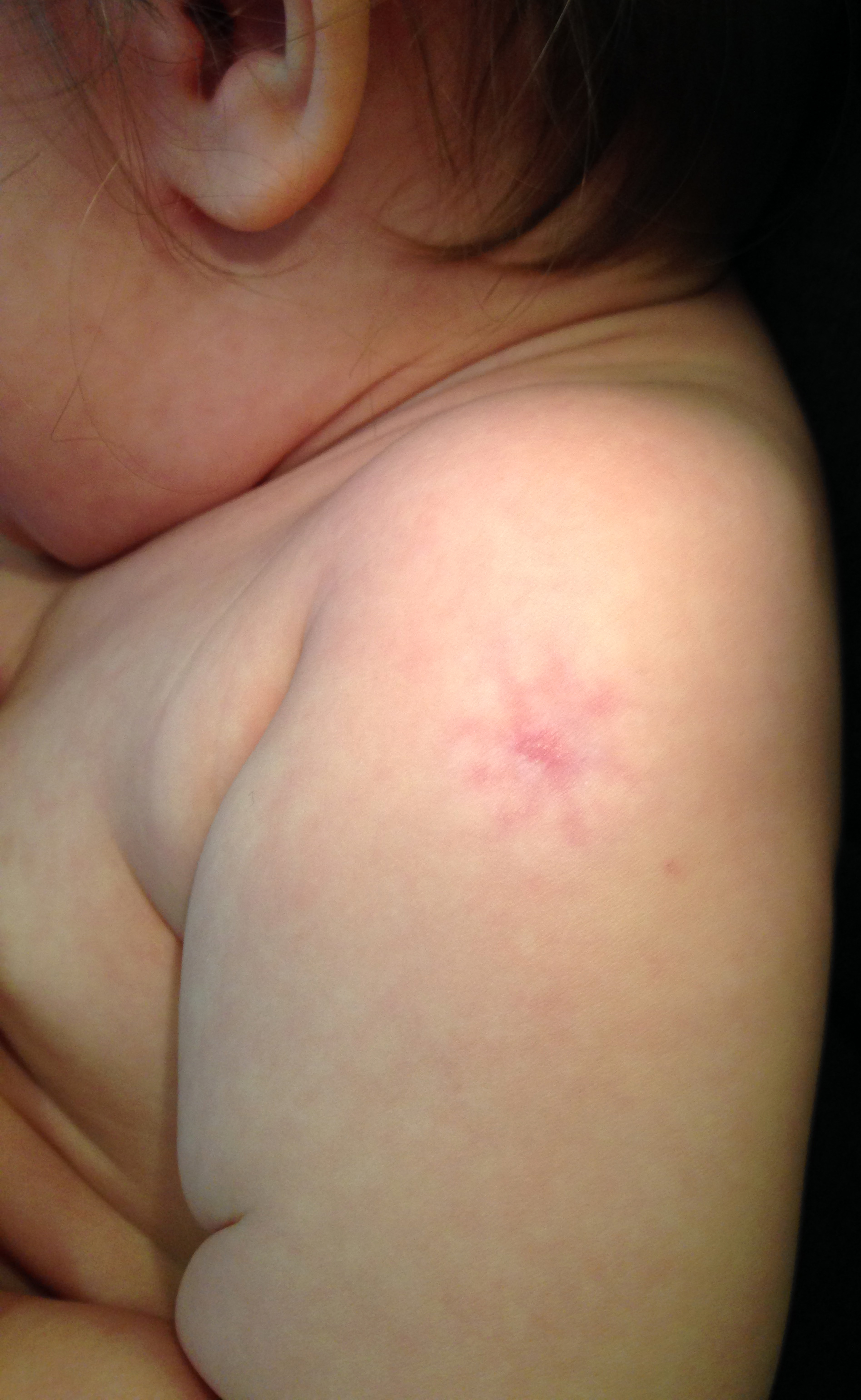
След от противотуберкулёзной вакцины (БЦЖ) на плече младенца

В развитых странах вакцинация против туберкулёза предоставляется только тем, кто проживает или выезжает в эпидемически неблагополучные регионы. Высокий уровень заболеваемости туберкулёзом в отдельных регионах России не позволяет исключить вакцинацию против туберкулёза из российского национального календаря прививок
В странах Европейского Союза, США, Австралии и других экономически развитых государствах с 2002 года не было ни одного случая заболевания полиомиелитом, потому в этих странах теперь применяется исключительно инактивированная (то есть не живая) полиовакцина. Это позволило полностью исключить возникновение случаев вакциноассоциированного полиомиелита. Сохраняющийся для России риск заноса дикого возбудителя полиомиелита из граничащих государств, а также наличие собственного производства лишь оральной (живой) вакцины обусловливают необходимость сочетанного применения живой и инактивированной полиовакцин в рамках рутинной иммунизации.
В большинстве развитых стран для вакцинации населения от коклюша используются ацеллюлярная (бесклеточная) вакцина и различные её комбинации с другими педиатрическими вакцинами против полиомиелита, гепатита B, гемофильной инфекции. В России организовано производство только цельноклеточной АКДС-вакцины, что затрудняет включение в календарь различных комбинаций педиатрических вакцин (например, АаКДС+ИПВ, АаКДС+ИПВ+ГепВ и др.), ограничивает применение инактивированной полиомиелитной вакцины в составе комбинированных вакцин, не позволяет внедрить в календарь регулярные бустерные дозы АаКДС-вакцин со сниженным количеством антигена среди школьников и взрослого населения страны. Эти проблемы так же связаны с общемировым дефицитом моновалентной инактивированной полиовакцины.
В 2014 году включение в российский календарь прививок 13-валентной пневмококковой конъюгированной и 5-валентной вакцины для профилактики коклюша, дифтерии, столбняка и Hib стало возможным в результате частичной локализации производства современных иммунобиологических препаратов на территории страны.
С 2020 года планировалось включить в национальный календарь профилактических прививок вакцину от ротавирусной инфекции, а также ветряной оспы. В долгосрочной перспективе рассматривается возможность включения в госгарантии так же вакцины против менингококковой инфекции.
В ряде регионов России национальный календарь прививок дополнен региональным, с учётом эпидемиологической обстановки и финансовых возможностей.
| Вакцинация              | Первые дни | 1 мес. | 2 мес. | 3 мес. | 4,5 мес. | 6 мес. | 12 мес. | 15 мес. | 18 мес. | 20 мес. | 6 лет | 7 лет | 14 лет | от 18 лет                                          |
| ----------------------- | ---------- | ------ | ------ | ------ | -------- | ------ | ------- | ------- | ------- | ------- | ----- | ----- | ------ | -------------------------------------------------- |
| Вирусный гепатит B      | V1         | V2     | V3г    |        |          | V3     | V4г     |         |         |         |       |       |        |                                                    |
| Туберкулёз              | V          |        |        |        |          |        |         |         |         |         | R     | R     |        |                                                    |
| Пневмококковая инфекция |            |        | V1     |        | V2       |        |         | R       |         |         |       |       |        |                                                    |
| Дифтерия                |            |        |        | V1     | V2       | V3     |         |         | R1      |         | R2    | R2    | R3     | Каждые 10 лет                                      |
| Коклюш                  |            |        |        | V1     | V2       | V3     |         |         | R1      |         |       |       |        |                                                    |
| Столбняк                |            |        |        | V1     | V2       | V3     |         |         | R1      |         | R2    | R2    | R3     | Каждые 10 лет                                      |
| Полиомиелит             |            |        |        | V1и    | V2и      | V3и    |         |         | R1и     | R2ж     | R3ж   |       |        |                                                    |
| Гемофильная инфекция    |            |        |        | V1     | V2       | V3     |         |         | R       |         |       |       |        |                                                    |
| Корь                    |            |        |        |        |          |        | V       |         |         |         | R     |       |        |                                                    |
| Краснуха                |            |        |        |        |          |        | V       |         |         |         | R     |       |        |                                                    |
| Эпидемический паротит   |            |        |        |        |          |        | V       |         |         |         | R     |       |        |                                                    |
| COVID-19                |            |        |        |        |          |        |         |         |         |         |       |       |        | согласно перечню лиц приоритета 1, 2 и 3-го уровня |

Обозначения:
V — вакцинация;
R — ревакцинация;
Г — для групп риска;
И — инактивированная вакцина против полиомиелита;
Ж — Живая вакцина против полиомиелита. За исключением детей, рождённых от матерей с ВИЧ-инфекцией, детей с ВИЧ-инфекцией и детей, которые находятся в домах ребёнка. Им показана только инактивированная вакцина от полиомиелита.
Жирным шрифтом выделены живые вакцины.
Вакцинация против вирусного гепатита B показана всем детям и взрослым в возрасте от 1 года до 55 лет, которые не были привиты ранее.
Вакцинация против краснухи и ревакцинация против краснухи показана мужчинам от 1 года до 18 лет и женщинам от 1 года до 25 лет в том случае, если они не болели, не привиты, привиты однократно против краснухи или не имеют сведений о прививках против краснухи.
Вакцинация против кори и ревакцинация против кори показана всем детям и взрослым в возрасте от 1 года до 35 лет в том случае, если они не болели, не привиты, привиты однократно против кори или не имеют сведении о прививках против кори. В возрастной категории 36—55 лет при тех же условиях вакцинация от кори показана представителям некоторых профессий.
Вакцинация против гриппа показана детям с 6 месяцев, школьникам и студентам; взрослым, работающим по отдельным профессиям и должностям; беременным женщинам; взрослым старше 60 лет; призывникам; лицам с хроническими заболеваниями лёгких, сердечно-сосудистой системы, метаболическими нарушениями и ожирением.
В случае эпидемических показаний кроме плановой вакцинации проводится вакцинация против гемофильной инфекции, ветряной оспы, пневмококковой инфекции, полиомиелита, эпидемического паротита, дифтерии, вирусного гепатита B, кори, менингококковой инфекции, шигеллёзов, вирусного гепатита A, брюшного тифа, бруцеллёза, холеры, жёлтой лихорадки, лихорадки Ку, клещевого вирусного энцефалита, лептоспироза, бешенства, сибирской язвы, чумы, туляремии, COVID-19.

#### Ложные противопоказания
В 2002 году Министерство здравоохранения России выпустило Методические указания МУ 3.3.1.1095-02, в которых разъяснены вопросы, касающиеся медотводов от вакцинации. Основными причинами ложных отводов названы перинатальная энцефалопатия, аллергия и анемии. Минздрав обращает внимание на то, что использование педиатром указанных и иных ложных противопоказаний «должно рассматриваться как свидетельство его некомпетентности в вопросах иммунопрофилактики со всеми вытекающими отсюда мерами»[п.13.1].
Следующие состояния не несут в себе риска осложнений вакцинации и не должны быть причиной отвода от прививки:
- Детский церебральный паралич, болезнь Дауна, «перинатальная энцефалопатия» и другие стабильные неврологические состояния;
- Нетяжёлая анемия алиментарного генеза (тяжёлая анемия требует выяснения причины с последующим решением вопроса о времени вакцинации);
- Дисбактериоз (такой диагноз оправдан только у больного с расстройством стула на фоне массивной антибиотикотерапии, когда вопрос о прививке не возникает до выздоровления; факт количественных или качественных отклонений микробной флоры кала от «нормы» не может являться поводом для отвода от прививки или её отсрочки);
- Увеличение тени тимуса на рентгенограмме (такие дети хорошо переносят прививки, дают нормальный иммунный ответ, а частота поствакцинальных реакций у них не отличается от обычных детей);
- Аллергические заболевания (этих пациентов необходимо защитить вакцинацией, так как инфекции протекают у них особенно тяжело, например, коклюш у больного астмой);
- Врождённые пороки развития (по достижении компенсации имеющихся расстройств они перестают быть причиной для медотвода);
- Поддерживающее лечение хронического заболевания антибиотиками, эндокринными препаратами, сердечными, противоаллергическими, гомеопатическими средствами и т. д.;
- Местное применение стероидов в виде мазей, капель в глаза, спреев или ингаляций не сопровождается иммуносупрессией и не препятствует вакцинации;
- Тяжёлые заболевания в анамнезе (дети первых месяцев жизни, перенёсшие такие тяжёлые заболевания, как сепсис, гемолитическая анемия, пневмония, болезнь гиалиновых мембран и др., и поправившиеся от них, вакцинируются в обычном порядке);
- Отягощённый семейный анамнез (внезапная смерть брата или сестры в поствакцинальном периоде также не является противопоказанием для проведения вакцинации. Лишь наличие в семье больного с симптомами иммунодефицита требует обследования новорождённого до введения ему БЦЖ и использования инактивированных вакцин вместо живых).

### Великобритания
Календарь прививок для детей в Соединённом Королевстве устанавливается Департаментом здравоохранения и Национальной службой здравоохранения и рекомендует комбинированные вакцины, если таковые имеются.
| Календарь прививок для Великобритании: 2018                                                   | Календарь прививок для Великобритании: 2018 | Календарь прививок для Великобритании: 2018 | Календарь прививок для Великобритании: 2018 | Календарь прививок для Великобритании: 2018 | Календарь прививок для Великобритании: 2018 | Календарь прививок для Великобритании: 2018 | Календарь прививок для Великобритании: 2018 | Календарь прививок для Великобритании: 2018 | Календарь прививок для Великобритании: 2018 | Календарь прививок для Великобритании: 2018 | Календарь прививок для Великобритании: 2018 | Календарь прививок для Великобритании: 2018 | Календарь прививок для Великобритании: 2018 | Календарь прививок для Великобритании: 2018 | Календарь прививок для Великобритании: 2018 | Календарь прививок для Великобритании: 2018 | Календарь прививок для Великобритании: 2018 | Календарь прививок для Великобритании: 2018 |
| --------------------------------------------------------------------------------------------- | ------------------------------------------- | ------------------------------------------- | ------------------------------------------- | ------------------------------------------- | ------------------------------------------- | ------------------------------------------- | ------------------------------------------- | ------------------------------------------- | ------------------------------------------- | ------------------------------------------- | ------------------------------------------- | ------------------------------------------- | ------------------------------------------- | ------------------------------------------- | ------------------------------------------- | ------------------------------------------- | ------------------------------------------- | ------------------------------------------- |
|                                                                                               | Новорождённые                               | Месяцы                                      | Месяцы                                      | Месяцы                                      | Месяцы                                      | Годы                                        | Годы                                        | Годы                                        | Годы                                        | Годы                                        | Годы                                        | Годы                                        | Годы                                        | Годы                                        | Годы                                        | Годы                                        | Годы                                        | Годы                                        |
| 2                                                                                             | Новорождённые                               | 3                                           | 4                                           | 12                                          | 2                                           | 3                                           | 7                                           | 10                                          | 12                                          | 13                                          | 14                                          | 15                                          | 16                                          | 17—25                                       | 45                                          | 65                                          | ≥ 70                                        |                                             |
| Туберкулёз                                                                                    | BCG                                         |                                             |                                             |                                             |                                             |                                             |                                             |                                             |                                             |                                             |                                             |                                             |                                             |                                             |                                             |                                             |                                             |                                             |
| Ротавирусная инфекция                                                                         |                                             | ROTA                                        | ROTA                                        |                                             |                                             |                                             |                                             |                                             |                                             |                                             |                                             |                                             |                                             |                                             |                                             |                                             |                                             |                                             |
| Дифтерия                                                                                      |                                             | D                                           | D                                           | D                                           |                                             |                                             | D                                           |                                             |                                             |                                             |                                             | d                                           |                                             |                                             |                                             |                                             |                                             |                                             |
| Столбняк                                                                                      |                                             | TT                                          | TT                                          | TT                                          |                                             |                                             | TT                                          |                                             |                                             |                                             |                                             | TT                                          |                                             |                                             |                                             |                                             |                                             |                                             |
| Коклюш                                                                                        |                                             | acP                                         | acP                                         | acP                                         |                                             |                                             | acP                                         |                                             |                                             |                                             |                                             |                                             | acp                                         | acp                                         | acp                                         | acp                                         |                                             |                                             |
| Полиомиелит                                                                                   |                                             | IPV                                         | IPV                                         | IPV                                         |                                             |                                             | IPV                                         |                                             |                                             |                                             |                                             | IPV                                         |                                             |                                             |                                             |                                             |                                             |                                             |
| Гемофильная инфекция (Hib)                                                                    |                                             | Hib                                         | Hib                                         | Hib                                         | Hib                                         |                                             |                                             |                                             |                                             |                                             |                                             |                                             |                                             |                                             |                                             |                                             |                                             |                                             |
| Гепатит B                                                                                     | HepB                                        | HepB                                        | HepB                                        | HepB                                        |                                             |                                             |                                             |                                             |                                             |                                             |                                             |                                             |                                             |                                             |                                             |                                             |                                             |                                             |
| Пневмококковая инфекция                                                                       |                                             | PCV13                                       |                                             | PCV13                                       | PCV13                                       |                                             |                                             |                                             |                                             |                                             |                                             |                                             |                                             |                                             |                                             |                                             | PPSV23                                      |                                             |
| Менингококковая инфекция                                                                      |                                             | MenB                                        |                                             | MenB                                        | MenB — MenC                                 |                                             |                                             |                                             |                                             |                                             | MCV4                                        | MCV4                                        | MCV4                                        |                                             | MCV4                                        |                                             |                                             |                                             |
| Корь                                                                                          |                                             |                                             |                                             |                                             | MEAS                                        |                                             | MEAS                                        |                                             | MEAS                                        | MEAS                                        | MEAS                                        | MEAS                                        | MEAS                                        | MEAS                                        |                                             |                                             |                                             |                                             |
| Эпидемический паротит                                                                         |                                             |                                             |                                             |                                             | MUMPS                                       |                                             | MUMPS                                       |                                             | MUMPS                                       | MUMPS                                       | MUMPS                                       | MUMPS                                       | MUMPS                                       | MUMPS                                       |                                             |                                             |                                             |                                             |
| Краснуха                                                                                      |                                             |                                             |                                             |                                             | RUBE                                        |                                             | RUBE                                        |                                             | RUBE                                        | RUBE                                        | RUBE                                        | RUBE                                        | RUBE                                        | RUBE                                        |                                             |                                             |                                             |                                             |
| Ветрянка (VZV)                                                                                |                                             |                                             |                                             |                                             | VAR                                         | VAR                                         | VAR                                         | VAR                                         | VAR                                         | VAR                                         | VAR                                         | VAR                                         | VAR                                         | VAR                                         | VAR                                         | VAR                                         | VAR                                         | VAR                                         |
| Папилломавирус                                                                                |                                             |                                             |                                             |                                             |                                             |                                             |                                             |                                             |                                             | HPV                                         | HPV                                         |                                             |                                             |                                             |                                             |                                             |                                             |                                             |
| Грипп                                                                                         |                                             |                                             |                                             |                                             |                                             | LAIV                                        | LAIV                                        | LAIV                                        |                                             |                                             |                                             |                                             | IIV3                                        | IIV3                                        | IIV3                                        | IIV3                                        | IIV3                                        | IIV3                                        |
| Опоясывающий лишай (VZV)                                                                      |                                             |                                             |                                             |                                             |                                             |                                             |                                             |                                             |                                             |                                             |                                             |                                             |                                             |                                             |                                             |                                             |                                             | ZOS                                         |
| Вакцины, рекомендованные всем. Сроки догоняющей иммунизации. Вакцины для специфических групп. |                                             |                                             |                                             |                                             |                                             |                                             |                                             |                                             |                                             |                                             |                                             |                                             |                                             |                                             |                                             |                                             |                                             |                                             |

### США
В США рекомендации по иммунизации разрабатывает Консультативный комитет по практике иммунизации (англ. Advisory Committee on Immunization Practices, ACIP) при Центрах по контролю и профилактике заболеваний (CDC). Комитет состоит из экспертов в области медицины и общественного здравоохранения, которые разрабатывают рекомендации по использованию вакцин среди гражданского населения Соединённых Штатов. Рекомендации представляют собой руководство для общественного здравоохранения по безопасному использованию вакцин и связанных с ними биологических продуктов.
Во всех штатах США и четырёх провинциях Канады действуют правила, позволяющие фармацевтам вводить вакцины в аптеках самостоятельно, без предварительного врачебного осмотра.
Центры по контролю и профилактике заболеваний (CDC), Американская академия семейных врачей (AAFP) и Американская академия педиатрии (AAP) в совместных рекомендациях указывают: дети могут получить вакцины даже в случае невысокой лихорадки (менее 101 °F или 38,3 °C), простуды, насморка, кашля, ушной инфекции (средний отит) и лёгкой диареи. Дети, принимающие антибиотики при лёгком заболевании, не должны откладывать вакцинацию; только приём некоторых антивирусных препаратов является поводом для этого. Тяжёлыми заболеваниями, являющимися препятствием к вакцинации, указанные выше организации называют рак или ослабление иммунитета в результате продолжающейся в данное время химиотерапии или приём некоторых лекарств вскоре после трансплантации органа. Обычная реакция на вакцину, такая как лихорадка, может затруднить диагностику и лечение серьёзного заболевания, а признаки болезни могут быть приняты за реакцию на вакцину.
| Вакцина | 0  | 1 мес. | 2 мес. | 4 мес. | 6 мес.                             | 9 мес.                             | 12 мес.                            | 15 мес.                            | 18 мес.                            | 19—23 мес.                         | 2—3 года                              | 4—6 лет                               | 4—6 лет                               | 7—10 лет                              | 11—12 лет                             | 13—18 лет                             | 19—26 лет                             | 27—59 лет                             | 27—59 лет                             | 60—64 лет                                    | ≥65 лет                                      |
| --- | -- | ------ | ------ | ------ | ---------------------------------- | ---------------------------------- | ---------------------------------- | ---------------------------------- | ---------------------------------- | ---------------------------------- | ------------------------------------- | ------------------------------------- | ------------------------------------- | ------------------------------------- | ------------------------------------- | ------------------------------------- | ------------------------------------- | ------------------------------------- | ------------------------------------- | -------------------------------------------- | -------------------------------------------- |
| Гепатит B (HepB) | V1 | V2     | V2     |        | V3                                 | V3                                 | V3                                 | V3                                 | V3                                 |                                    |                                       |                                       |                                       |                                       |                                       |                                       | 3 дозы                                | 3 дозы                                | 3 дозы                                | 3 дозы                                       | 3 дозы                                       |
| Ротавирус |    |        | V1     | V2     |                                    |                                    |                                    |                                    |                                    |                                    |                                       |                                       |                                       |                                       |                                       |                                       |                                       |                                       |                                       |                                              |                                              |
| Дифтерия, Коклюш, Столбняк |    |        | DTaP   | DTaP   | DTaP                               |                                    |                                    | DTaP                               | DTaP                               |                                    |                                       | DTaP                                  | DTaP                                  |                                       | Tdap                                  |                                       | Td (каждые 10 лет)                    | Td (каждые 10 лет)                    | Td (каждые 10 лет)                    | Td (каждые 10 лет)                           | Td (каждые 10 лет)                           |
| Гемофильная инфекция (Hib) |    |        | V1     | V2     |                                    |                                    | V3 и V4                            | V3 и V4                            |                                    |                                    |                                       |                                       |                                       |                                       |                                       |                                       | от 1 до 3 доз                         | от 1 до 3 доз                         | от 1 до 3 доз                         | от 1 до 3 доз                                | от 1 до 3 доз                                |
| Пневмококковая инфекция |    |        | V1     | V2     | V3                                 |                                    | V4                                 | V4                                 |                                    |                                    |                                       |                                       | R                                     | R                                     | R                                     | R                                     | R                                     | R                                     | R                                     | R                                            | R                                            |
| Полиомиелит, инактивированная (ИПВ) |    |        | V1     | V2     | V3                                 | V3                                 | V3                                 | V3                                 | V3                                 |                                    |                                       | V4                                    | V4                                    |                                       |                                       |                                       |                                       |                                       |                                       |                                              |                                              |
| Грипп |    |        |        |        | Ежегодно (только инактивированная) | Ежегодно (только инактивированная) | Ежегодно (только инактивированная) | Ежегодно (только инактивированная) | Ежегодно (только инактивированная) | Ежегодно (только инактивированная) | Ежегодно (инактивированная или живая) | Ежегодно (инактивированная или живая) | Ежегодно (инактивированная или живая) | Ежегодно (инактивированная или живая) | Ежегодно (инактивированная или живая) | Ежегодно (инактивированная или живая) | Ежегодно (инактивированная или живая) | Ежегодно (инактивированная или живая) | Ежегодно (инактивированная или живая) | Ежегодно (инактивированная или живая)        | Ежегодно (инактивированная или живая)        |
| Корь, Краснуха, Паротит (MMR) |    |        |        |        |                                    |                                    | V1                                 | V1                                 |                                    |                                    |                                       | V2                                    | V2                                    |                                       |                                       |                                       | R                                     | R                                     | R                                     | R                                            | R                                            |
| Ветряная оспа |    |        |        |        |                                    |                                    | V1                                 | V1                                 |                                    |                                    |                                       | V2                                    | V2                                    |                                       |                                       |                                       |                                       |                                       |                                       | Дополнительная защита от Опоясывающего лишая | Дополнительная защита от Опоясывающего лишая |
| Гепатит A |    |        |        |        |                                    |                                    | V1 + V2                            | V1 + V2                            | V1 + V2                            | V1 + V2                            |                                       |                                       |                                       |                                       |                                       |                                       |                                       |                                       |                                       |                                              |                                              |
| Гепатит A |    |        |        |        |                                    |                                    |                                    |                                    |                                    |                                    |                                       |                                       |                                       |                                       |                                       |                                       |                                       |                                       |                                       |                                              |                                              |
| Менингококковая инфекция |    |        |        |        |                                    | MCV                                | MCV                                | MCV                                | MCV                                | MCV                                | MCV                                   | MCV                                   | MCV                                   | MCV                                   | V1                                    | Бустер в 16 лет                       | 1 или более доз                       | 1 или более доз                       | 1 или более доз                       | 1 или более доз                              | 1 или более доз                              |
| Папилломавирусы человека |    |        |        |        |                                    |                                    |                                    |                                    |                                    |                                    |                                       |                                       |                                       |                                       | 3 дозы                                | 3 дозы                                | 3 дозы                                |                                       |                                       |                                              |                                              |
| Вакцины, рекомендованные всем. Вакцины, рекомендованные пациентам из групп риска. Сроки, предназначенные для «догоняющей» иммунизации в тех случаях, когда вакцины не были получены в установленные сроки). CDC предоставляет более подробную информацию о догоняющей иммунизации. |    |        |        |        |                                    |                                    |                                    |                                    |                                    |                                    |                                       |                                       |                                       |                                       |                                       |                                       |                                       |                                       |                                       |                                              |                                              |

### Германия
В Германии вопросами вакцинации занимается Постоянный комитет по вакцинации в Институте Роберта Коха (нем. Ständige Impfkommission am Robert-Koch-Institut, STIKO). Это научный комитет, состоящий из 18 членов Института, который предоставляет официальные рекомендации по графикам вакцинации. Комитет собирается два раза в год для обзора последних исследований, касающихся вакцинации от инфекционных заболеваний.
| Календарь прививок, Германия, 2018                           | Календарь прививок, Германия, 2018 | Календарь прививок, Германия, 2018 | Календарь прививок, Германия, 2018 | Календарь прививок, Германия, 2018 | Календарь прививок, Германия, 2018 | Календарь прививок, Германия, 2018 | Календарь прививок, Германия, 2018 | Календарь прививок, Германия, 2018 | Календарь прививок, Германия, 2018 | Календарь прививок, Германия, 2018 | Календарь прививок, Германия, 2018 | Календарь прививок, Германия, 2018 | Календарь прививок, Германия, 2018 | Календарь прививок, Германия, 2018 | Календарь прививок, Германия, 2018 | Календарь прививок, Германия, 2018 | Календарь прививок, Германия, 2018 |
| ------------------------------------------------------------ | ---------------------------------- | ---------------------------------- | ---------------------------------- | ---------------------------------- | ---------------------------------- | ---------------------------------- | ---------------------------------- | ---------------------------------- | ---------------------------------- | ---------------------------------- | ---------------------------------- | ---------------------------------- | ---------------------------------- | ---------------------------------- | ---------------------------------- | ---------------------------------- | ---------------------------------- |
|                                                              | Недели                             | Месяцы                             | Месяцы                             | Месяцы                             | Месяцы                             | Месяцы                             | Месяцы                             | Месяцы                             | Годы                               | Годы                               | Годы                               | Годы                               | Годы                               | Годы                               | Годы                               | Годы                               | Годы                               |
|                                                              | 6                                  | 2                                  | 3                                  | 4                                  | 11                                 | 12—14                              | 15                                 | 23                                 | 2                                  | 4                                  | 5—6                                | 9                                  | 14                                 | 15                                 | 17                                 | 18                                 | ⩾60                                |
| Ротавирусная инфекция                                        | ROTA                               | ROTA                               | ROTA                               | ROTA                               |                                    |                                    |                                    |                                    |                                    |                                    |                                    |                                    |                                    |                                    |                                    |                                    |                                    |
| Дифтерия                                                     |                                    | D                                  | D                                  | D                                  | D                                  | D                                  | (D)                                | (D)                                | (D)                                | (D)                                | d                                  | d                                  | d                                  | d                                  | d                                  | d                                  | d                                  |
| Столбняк                                                     |                                    | TT                                 | TT                                 | TT                                 | TT                                 | TT                                 | (TT)                               | (TT)                               | (TT)                               | (TT)                               | TT                                 | TT                                 | TT                                 | TT                                 | TT                                 | TT                                 | TT                                 |
| Коклюш                                                       |                                    | acP                                | acP                                | acP                                | acP                                | acP                                | (acP)                              | (acP)                              | (acP)                              | (acP)                              | acp                                | acp                                | acp                                | acp                                | acp                                | acp                                | acp                                |
| Полиомиелит                                                  |                                    | IPV                                | IPV                                | IPV                                | IPV                                | IPV                                | (IPV)                              | (IPV)                              | (IPV)                              | (IPV)                              | (IPV)                              | IPV                                | IPV                                | IPV                                | IPV                                | (IPV)                              | (IPV)                              |
| Гемофильная инфекция                                         |                                    | Hib                                | Hib                                | Hib                                | Hib                                | Hib                                | (Hib)                              | (Hib)                              | (Hib)                              | (Hib)                              |                                    |                                    |                                    |                                    |                                    |                                    |                                    |
| Гепатит B                                                    |                                    | HepB                               | HepB                               | HepB                               | HepB                               | HepB                               | (HepB)                             | (HepB)                             | (HepB)                             | (HepB)                             | (HepB)                             | (HepB)                             | (HepB)                             | (HepB)                             | (HepB)                             |                                    |                                    |
| Пневмококковая инфекция                                      |                                    | PCV                                |                                    | PCV                                | PCV                                | PCV                                | (PCV)                              |                                    |                                    |                                    |                                    |                                    |                                    |                                    |                                    |                                    | PPSV23                             |
| Менингококковая инфекция                                     |                                    |                                    |                                    |                                    |                                    | MenC                               | MenC                               | MenC                               | (MenC)                             | (MenC)                             | (MenC)                             | (MenC)                             | (MenC)                             | (MenC)                             | (MenC)                             |                                    |                                    |
| Корь                                                         |                                    |                                    |                                    |                                    | MEAS                               | MEAS                               | MEAS                               | MEAS                               | (MEAS)                             | (MEAS)                             | (MEAS)                             | (MEAS)                             | (MEAS)                             | (MEAS)                             | (MEAS)                             | MEAS                               | MEAS                               |
| Паротит                                                      |                                    |                                    |                                    |                                    | MUMPS                              | MUMPS                              | MUMPS                              | MUMPS                              | (MUMPS)                            | (MUMPS)                            | (MUMPS)                            | (MUMPS)                            | (MUMPS)                            | (MUMPS)                            | (MUMPS)                            |                                    |                                    |
| Краснуха                                                     |                                    |                                    |                                    |                                    | RUBE                               | RUBE                               | RUBE                               | RUBE                               | (RUBE)                             | (RUBE)                             | (RUBE)                             | (RUBE)                             | (RUBE)                             | (RUBE)                             | (RUBE)                             |                                    |                                    |
| Ветрянка                                                     |                                    |                                    |                                    |                                    | VAR                                | VAR                                | VAR                                | VAR                                | (VAR)                              | (VAR)                              | (VAR)                              | (VAR)                              | (VAR)                              | (VAR)                              | (VAR)                              |                                    |                                    |
| Папилломавирус                                               |                                    |                                    |                                    |                                    |                                    |                                    |                                    |                                    |                                    |                                    |                                    | HPV                                | HPV                                | (HPV)                              | (HPV)                              |                                    |                                    |
| Грипп                                                        |                                    |                                    |                                    |                                    |                                    |                                    |                                    |                                    |                                    |                                    |                                    |                                    |                                    |                                    |                                    |                                    | IIV3                               |
| Вакцины, рекомендованные всем. Сроки догоняющей иммунизации. |                                    |                                    |                                    |                                    |                                    |                                    |                                    |                                    |                                    |                                    |                                    |                                    |                                    |                                    |                                    |                                    |                                    |

Проблема ложных противопоказаний актуальна и для Германии. Комитет приводит перечень состояний, которые ошибочно принимаются за противопоказания к вакцинации:
- банальные инфекции, даже если они сопровождаются субфебрильной температурой (до 38,5 °C);
- возможный контакт прививаемого с инфекционным больным;
- судорожные припадки в семейном анамнезе;
- фебрильные судороги в анамнезе прививаемого ребёнка: поскольку повышение температуры в качестве реакции на прививку может вызывать судорожные припадки, следует рассмотреть возможность давать антипиретики детям с тенденцией к судорогам: например, в случае инактивированных вакцин во время вакцинации, а также через 4 и 8 часов после неё, а при вакцинации от кори, краснухи и паротита — между седьмым и двенадцатым днём в случае повышения температуры;
- экзема и другие дерматозы, локализованные кожные инфекции;
- лечение антибиотиками или низкими дозами кортикостероидов или местными стероидсодержащими препаратами;
- беременность матери прививаемого ребёнка (прививка против ветряной оспы после оценки рисков);
- при вакцинации инактивированными вакцинами — врождённые или приобретённые иммунодефициты;
- желтуха новорождённых;
- недоношенность: недоношенные дети должны быть привиты вне зависимости от их гестационного возраста и актуальной массы тела в соответствии с возрастом, рекомендованным по календарю;
- кормящие матери: они могут получить все необходимые прививки за исключением прививки от жёлтой лихорадки;
- младенцы на грудном вскармливании: младенцы на исключительном или частичном грудном вскармливании могут быть привиты в соответствии с рекомендациями Постоянного комитета по вакцинации точно так же, как и младенцы, получающие смеси, заменяющие грудное молоко, или другое детское питание.

Комитет напоминает, что рекомендованные прививки должны проводиться также у лиц с хроническими заболеваниями, включая неврологические, поскольку эти лица подвергаются особенной опасности тяжёлого течения и осложнений управляемых инфекций. Пациентам с хроническими заболеваниями следует разъяснять пользу вакцинации по сравнению с риском заболевания. Не существует достоверных данных о том, что рецидивы болезни, которые могут случиться во время прививки, вызываются вакцинацией.

## Вакцинация с правовой точки зрения (право или обязанность)
В разных странах правовые отношения к вакцинации реализуются как на добровольной основе, так и в обязательном порядке. Многие страны столкнулись с появлением групп людей, отказывающихся вакцинировать себя или своих детей, в связи с чем появилась необходимость разработки стратегий и подходов, направленных на борьбу с данной проблемой. Обязательная вакцинация является стратегией, реализуемой некоторыми странами и позволяющей повысить охват вакцинацией населения для снижения заболеваемости и смертности. Альтернативой обязательной вакцинации является обучение населения и предоставление доказательств того, что вакцины эффективны, безопасны и приносят пользу.
В США и Австралии в целях повышения и стабилизации показателей вакцинации она является обязательным требованием для поступления в школу. В США существует Законопроект Сената Калифорнии № 277, исключающий личные убеждения граждан в отношении вакцинации лиц, поступающих в детский сад или в школу, как достаточную причину для отказа от обязательной вакцинации. В Австралии действует политика «No Jab, No Pay» (нет укола — нет зарплаты). В Канаде вакцинация проводится в добровольном порядке. В Европе политика обязательной вакцинации различается между странами — как наличием обязательной вакцинации или её отсутствием, так и способом реализации, включая последствия для тех, кто не придерживается политики своей страны. Италия приняла закон о принудительной вакцинации против десяти заболеваний, также Италия запретила невакцинированным детям ходить в школу. Аргументы родителей, отказывающихся вакцинировать своих детей, о том, что они действуют в их интересах, не соответствуют имеющимся медицинским доказательствам, в подобных случаях родители подвергают своих детей риску возможного заражения опасными инфекционными заболеваниями. Правительства же стран несут ответственность за защиту здоровья маленьких детей.
Поддержка обязательной вакцинации населением обычно возрастает после её принятия, при этом большая часть населения, судя по всему, относится к данным политикам благосклонно, даже несмотря на появление движений антивакцинаторства. В странах, где вакцинацию сделали обязательной, всё ещё могут наблюдаться вспышки заболеваемости, если прошло недостаточно времени для формирования коллективного иммунитета. В целом же обязательная вакцинация приводит к повышению охвата населения, и, в частности, ассоциируется со снижением случаев кори. Программы по обязательной вакцинации детей также помогают защитить и тех детей, кто не может вакцинироваться по медицинским показаниям.

### Массовая обязательная вакцинация как причина успешных компаний вакцинации
Лучшим примером введения обязательной вакцинации является вакцинация против натуральной оспы, где тот факт, что она была обязательной сыграл ключевую роль и в конечном итоге привёл к искоренению заболевания.
В середине XIX века в тех регионах Европы, в которых была введена обязательная вакцинация против оспы, происходило значительно меньше смертей от заболевания, чем в тех, где была добровольная вакцинация. В Англии обязательная вакцинация была введена в 1853 году, а в Германии — в 1874 году. До ввода обязательной вакцинации в Англии смертность была более чем в 10 раз выше, чем в Италии и Швеции, где вакцинация была обязательной, а в Германии — через 5 лет после принятия обязательной вакцинации сократилась примерно в 30 раз по сравнению с периодом за 5 лет до принятия обязательной вакцинации. В соседних регионами, в которых вакцинация была добровольной, смертность оставалась неизменной.
10 апреля 1919 года вышел декрет СНК РСФСР «Об обязательном оспопрививании», имевший всеобщий характер. В 1924 году был издан новый закон об обязательной вакцинации и ревакцинации. В 1919 году в стране было зарегистрировано 186 000 больных натуральной оспой, в 1925 году — 25 000, в 1929 году — 6094, в 1935 году — 3177; к 1936 году натуральная оспа в СССР была ликвидирована.

## Вакцинация растений
Под вакцинацией растений понимают индуцирование механизмов защиты растений путём воздействия на растение относительно безвредного организма для усиления противодействия более опасным вредителям. Также под вакцинацией растений понимают прайминг, при котором растение подвергается воздействию индуцирующих факторов и переходит в состояние, в котором оно более активно и сильно реагирует на последующие атаки вредителей. Фактически понятие «вакцинация растений» является метафорой, поскольку растения не имеют механизма приобретённого иммунитета.